# Histoire d'Arequipa
L'histoire d'Arequipa commence entre les VIe millénaire av. J.-C. et Ve millénaire av. J.-C. lorsque des peuplades nomades se sédentarisent dans cette vallée fertile encadrée de volcans. Diverses communautés d'agriculteurs s'y établissent qui maîtrisent les techniques de l'agriculture en terrasses et de leur irrigation. Puis vers le XIIe siècle la région tombe sous la domination du Sapa Inca jusqu'à la colonisation espagnole du XVIe siècle.
La ville coloniale a été fondée le 15 août 1540, sous le nom de « Villa Hermosa de Nuestra Señora de la Asunta » et dédiée à Notre-Dame de l'Assomption, au nom du marquis Francisco Pizarro, tandis que le 22 septembre 1541, le roi des Espagnes Charles 1er par cédule royale a ordonné qu'elle soit appelée « Ville d'Arequipa ». C'était vraiment une refondation et une européanisation du nom, car il y avait déjà une ville que les Incas appelaient "Ari-quepay". Ce changement de nom ne  fut donc en fait qu'une transculturation.
Au cours de la période de la vice-royauté, Arequipa avait déjà acquis une importance, reconnue par la couronne espagnole à travers les titres qui lui ont été accordés tels que ville « Très Noble et Très Fidèle » et même, cité « Fidélissime ».
Pendant la période républicaine du Pérou, l'importance de la ville d'Arequipa s'est encore accrue et continue de grandir. Elle a été au centre de rébellions populaires, civiques et démocratiques et elle a également été le berceau de nombreuses personnalités intellectuelles, politiques et religieuses exceptionnelles dans le pays.
Arequipa qui est aujourd'hui la capitale, ainsi que la plus grande ville de la province d'Arequipa, mais également la 2e plus grande ville du pays, est aussi le siège de la cour constitutionnelle et la « capitale juridique du Pérou ». Elle a servi deux fois de siège au gouvernement péruvien en 1835 et en 1886 comme capitale de la République péruvienne.

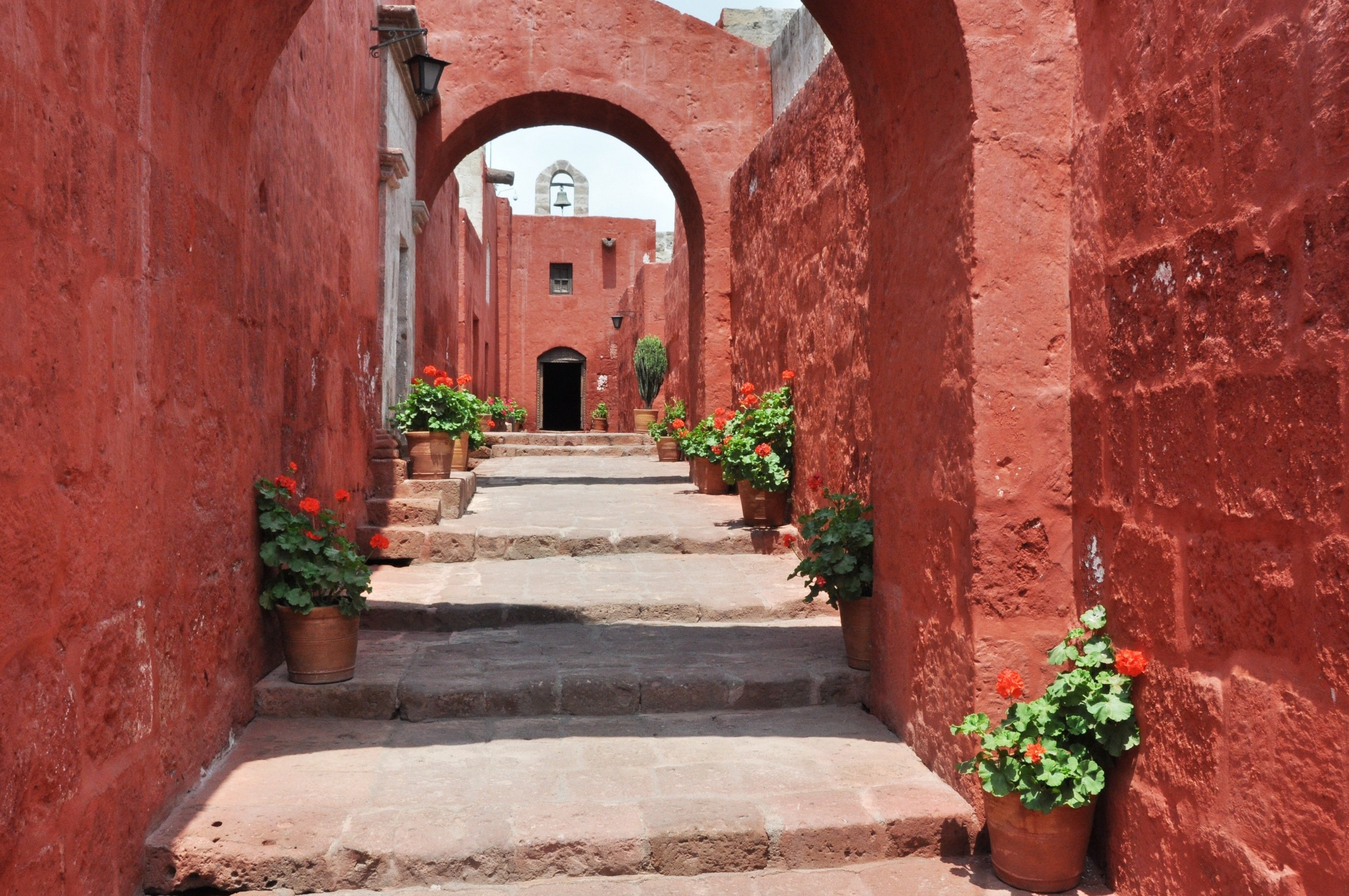
Le couvent Santa Catalina est le plus célèbre lieu historique de la ville.

## Toponymie
Deux types d'étymologies existent pour expliquer le nom de la cité.
Tirée du quechua : Une tradition locale déclarant que le Sapa Inca Mayta Cápac (1230-1320) aurait reçu une pétition de certains de ses sujets désireux de s'installer dans la vallée du Río Chili. Ils lui ont demandé la permission de rester dans la région car ils étaient impressionnés par la beauté du paysage et la douceur du climat. L'Inca aurait répondu  "Ari qhipay" « Oui, reste » ou "Ari, quepay" qui signifierait « Ici, vous restez ».
Venant de l'aymara : Cependant, un autre conte similaire déclare que lorsque les premiers Européens sont arrivés dans la vallée, ils ont pointé du doigt le sol et demandé le nom de la région. Le chef local, ne comprenant pas ce geste, a supposé qu'ils demandaient la permission de s'asseoir et répondu, quelque chose  qui ressemblait à Arequipa, soit « faites comme chez vous ».
Une autre origine possible du nom de la ville - proposée par le spécialiste du quechua Juan de la Cruz Salas y Sánchez et l'historien Ernst Middendorf - vient de la phrase aymara "qhipaya ari" ou "Ari qipa" (de 'ari': aigu ou pointu et 'qhipaya': derrière), qui se traduit par « derrière le pic », se référant au volcan Misti voisin ou bien ari (montagne) + kipa (auprès) ce qui signifierait approximativement « près de la montagne ».
Les chroniqueurs Blas Valera et Inca Garcilaso de la Vega ont suggéré que le nom de la ville provenait d'une ancienne phrase aymara, "ari qquepan", censé signifier « son de trompette », en référence au son produit en soufflant dans un coquillage vide ressemblant à une conque.

## Distinctions
Arequipa, sous la vice-royauté du Pérou, a reçu les plus grands éloges, notamment dans la littérature. Dans l'œuvre "La Galatea" de l'écrivain espagnol Miguel de Cervantes Saavedra, il est mentionné que le poète espagnol Diego Martínez de Rivera, fait référence à la ville comme « Arequipa, source éternelle ».
Il met également clairement en évidence les diverses distinctions qu'elle a méritées de la part de la Couronne espagnole, qui lui a décerné successivement les titres qui figure sur son blason; « Très noble et très loyale ville », « Très fidèle et Excellente cité ».

### Fidélissime
Un aspect qui distinguait Arequipa des autres localités du Pérou, et de Lima en particulier, était l'adhésion explicite et constante des classes dirigeantes et des dirigeants de la ville à la couronne d'Espagne au cours des XVIe siècle et XVIIe siècle. En effet, depuis sa fondation et pendant trois siècles, la ville a été habitée par une population d'origine majoritairement espagnole, qui s'est très longtemps revendiquée de sa fidélité à l'Espagne et a été reconnue comme telle.
Le maintien et le renforcement de cette fidélité était évidemment dû à la structure sociale et à la prédominance des Espagnols, soutenue par leur haute société et leurs représentants. Le facteur géographique a aussi joué un rôle, car en raison de son isolement relatif - loin des ports et des frontières péruviens - la population de la ville n'était pas sujette à recevoir les influences de courants ou de mouvements libertaires, ni celles des revendications des amérindiens peu nombreux.
Même au XVIIIe siècle, lorsque les différents mouvements revendicatifs et rébellions indigènes et métis ont eu lieu, Arequipa a maintenu un équilibre politique et un suivi ferme des directives venant d'Espagne. Ce phénomène appelé fidelismo avait pour défenseurs les notables Francisco de Paula Quiroz, Mariano de Rivero, Nicólas Fernández et José Miguel de Lastarria.
Au cours des dernières années de la colonie, selon le recensement effectué sous le gouvernement du vice-roi Francisco Gil de Taboada (1790-1796), la population d'Arequipa s'élevait à 37 241 habitants, soit; 22 207 créoles et Espagnols; 4 980 métis; 5 929 amérindiens et 4 125 noirs, mulâtres, zambos, quarterons, etc., qu'ils soient esclaves ou de « castes libres ».
Même lors du soulèvement de Túpac Amaru II entre 1780 et 1782, la ville arma à ses frais une colonne de troupes qui intervint au siège de La Paz (alors dans la Vice-royauté du Río de la Plata). Ce ralliement ostensible aux réformes bourbonniennes, vaudra à Arequipa le qualificatif de « Province restauratrice de celles de  l'altiplano ». Pour ces services, le roi Charles IV lui délivre dans la ville de  San Lorenzo le 5 décembre 1805, un real cédula dans lequel il ordonne qu'Arequipa soit désormais qualifiée de Fidelísima.

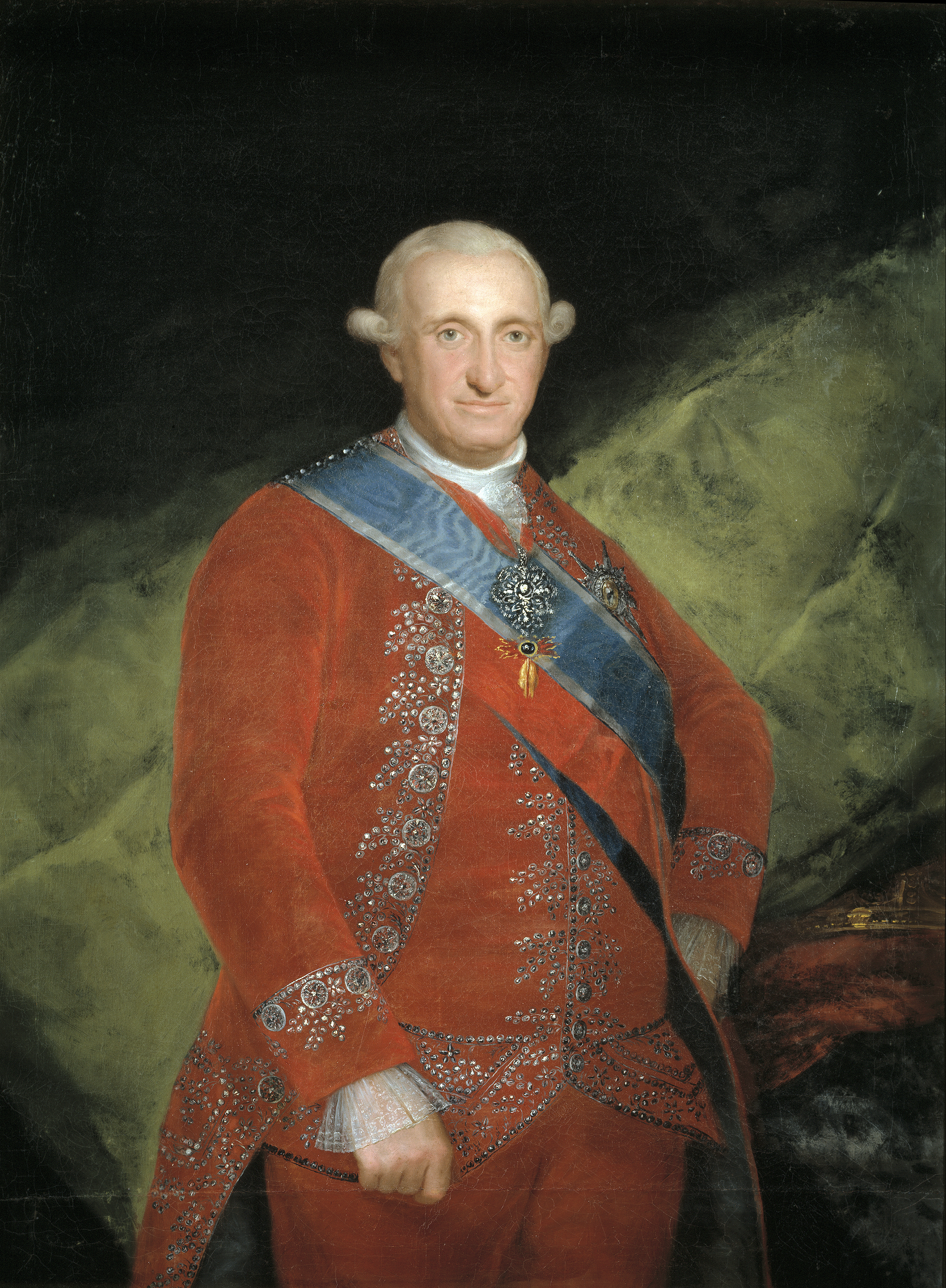
Charles IV (roi d'Espagne).
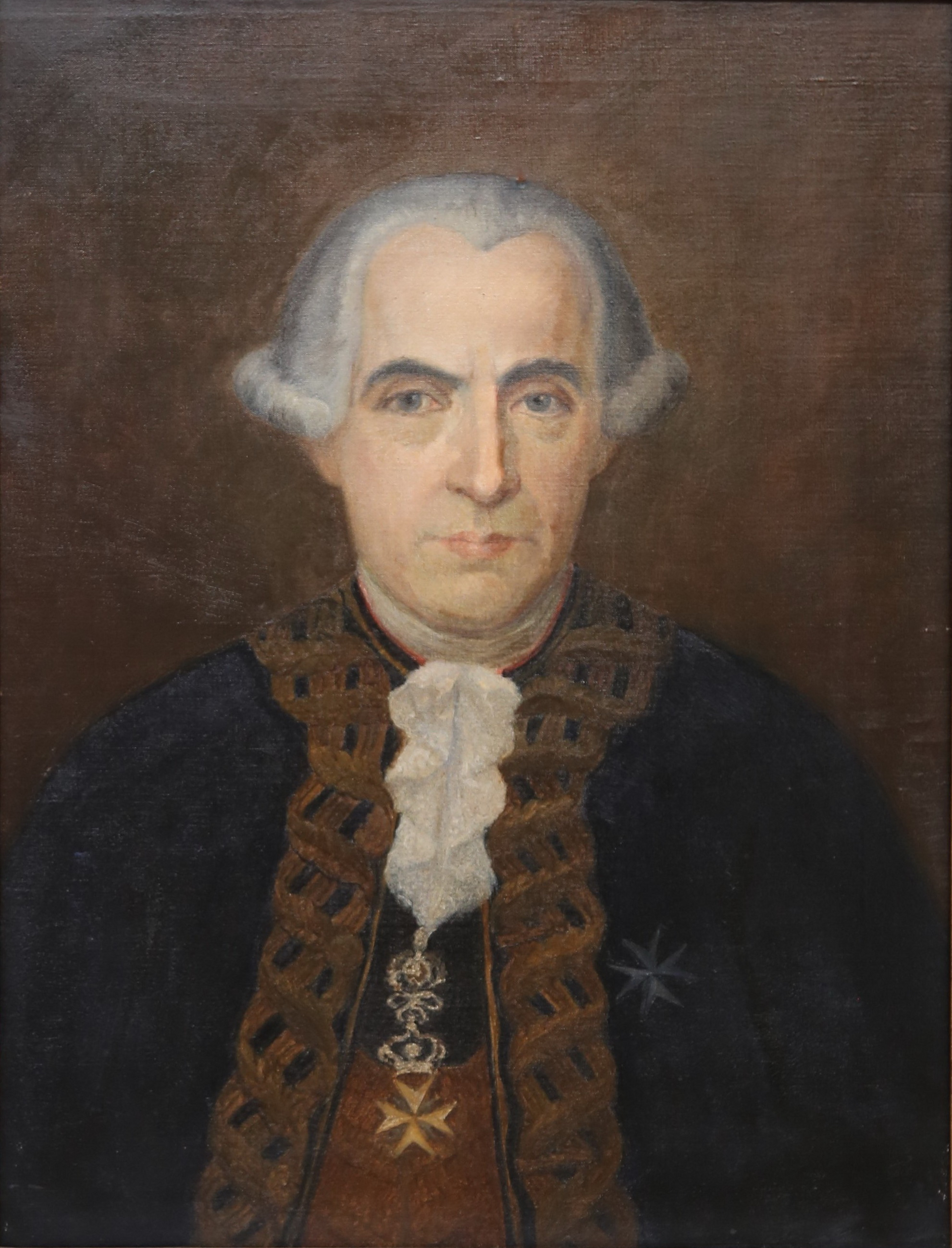
Francisco Gil de Taboada, vice-roi du Pérou.
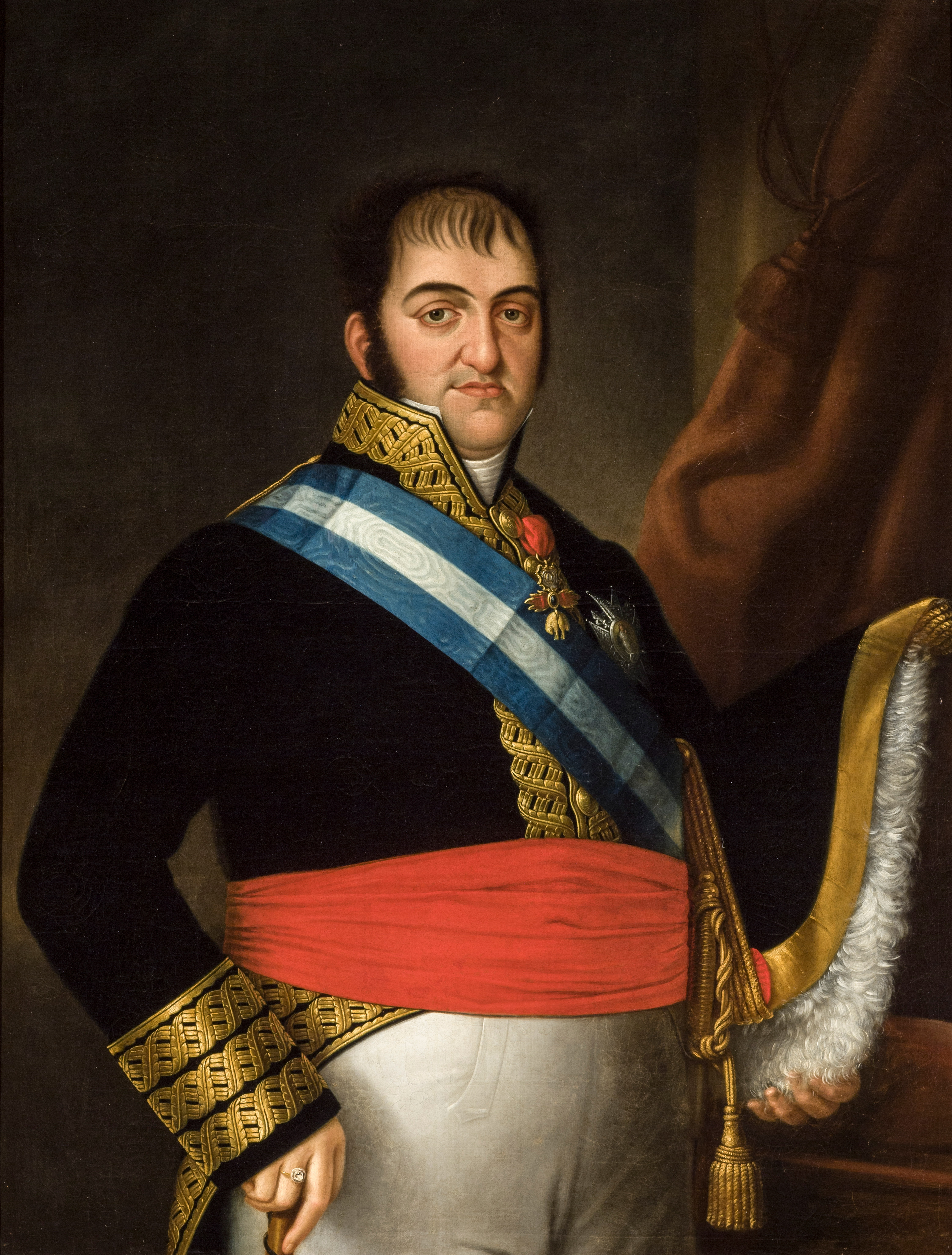
Ferdinand VII (Roi d'Espagne).
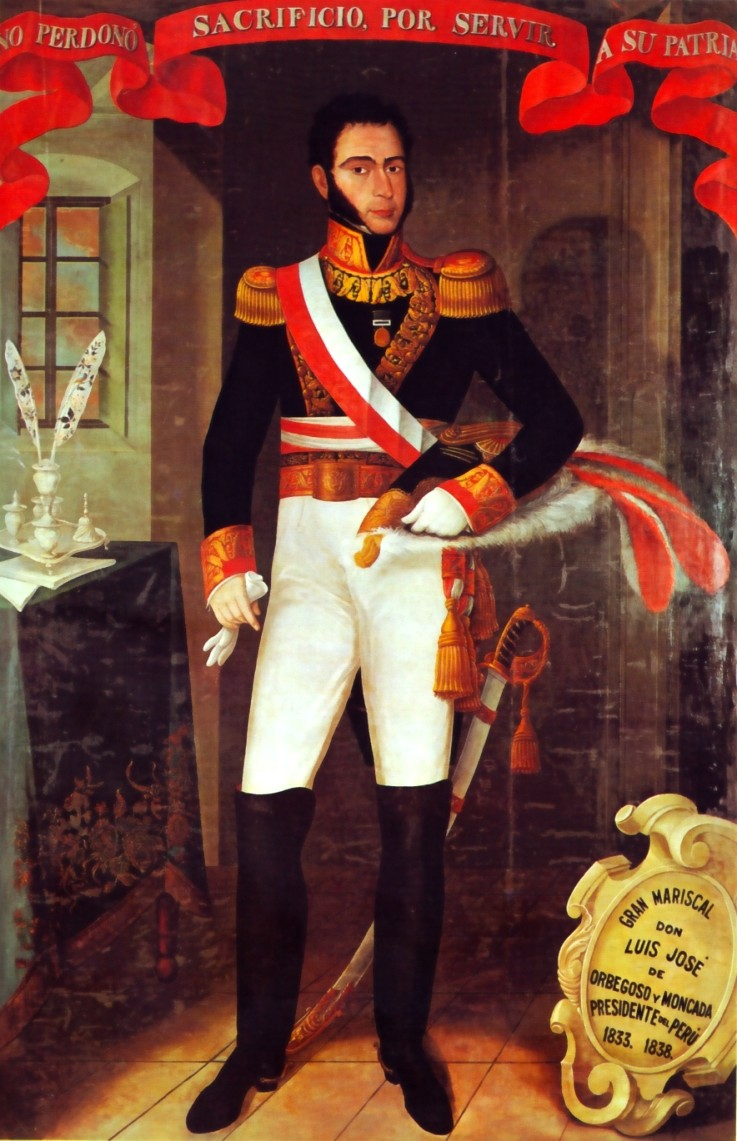
Le président Luis Jose de Orbegoso y Moncada.
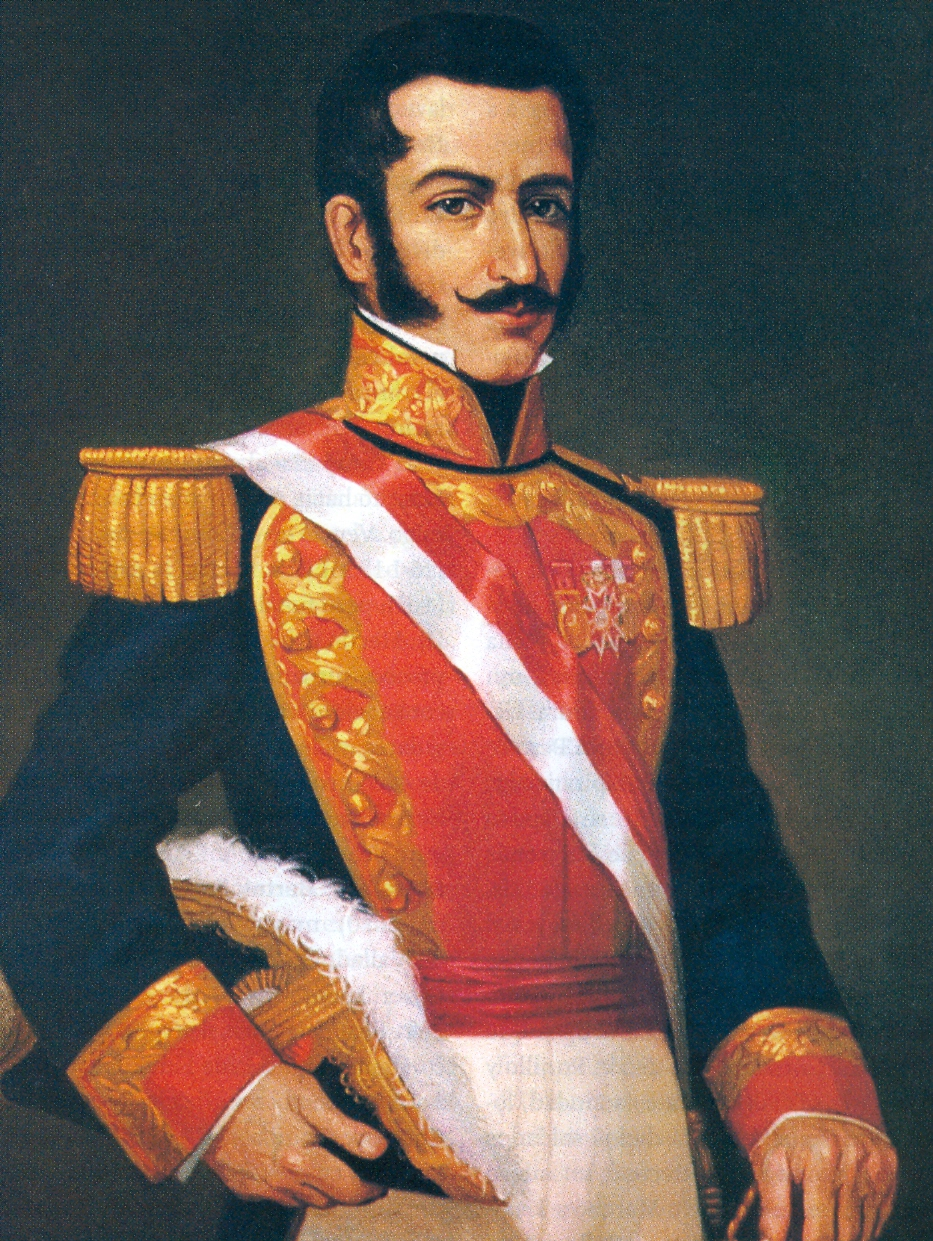
Le président Felipe Santiago Salaverry.

En 1814, les troupes indépendantistes de Mateo Pumacahua n'ont occupé que brièvement Arequipa. La ville restera sous contrôle espagnol jusqu'à la bataille d'Ayacucho (1824), en raison des luttes pour le pouvoir politique local.

### Excellente
Un deuxième certificat royal lui est délivré à Madrid, le 16 novembre 1818 sous le second règne de Ferdinand VII. Ce real cédula décerne le qualificatif d'« excellent » à son cabildo (conseil municipal) en récompense des rapports présentés par Don Hipólito Unanue, député de la province d'Arequipa et par le conseil municipal de cette ville, comptes-rendus retraçant les mesures prises par Arequipa pour défendre la « juste cause » coloniale contre le soulèvement de la ville de La Paz en 1809, lors de la guerre d'indépendance bolivienne .

### Ville héroïque
À l'époque républicaine, par un décret du général Orbegoso, le département d'Arequipa et sa capitale sont distingués comme « Département de la loi » et « Ville héroïque des libres citoyens d'Arequipa ». Le général Orbegoso - président en titre - y avait installé son gouvernement le 13 janvier 1835, ce qui avait amené le jeune général Felipe Santiago Salaverry à se rebeller et à se faire désigner président de la République à sa place, considérant que le pays était sans président, puisque Orbegoso était en dehors de Lima la capitale.
Ce nouveau gouvernement de Salaverry a été reconnu dans diverses parties du pays, mais pas dans le sud du Pérou, qui continuera d'obéir à Orbegoso le président légal. Un décret d'amnistie générale, publié par Salaverry en mai 1835 et l'appel au Congrès à se réunir à Jauja, tentent d'assurer, l'unification du gouvernement du pays entre les mains de Salaverry. Cependant, malgré cela, seule la région d'Arequipa reste fidèle à l'autorité d'Orbegoso qui reprendra ensuite le pouvoir sur tout le pays en 1836. C'est ce respect de la légalité qui vaut à la ville et à la région ces nouvelles distinctions honorifiques.

## Symboles

Blason de la ville.

### Blason
Seulement quelques mois après sa fondation, le roi Charles V d'Espagne (Charles Quint) a élevé Arequipa au rang de ville par décret royal du 22 septembre 1541 édicté à Fuensalida (Province de Tolède), un certificat royal lui donnant son blason le 7 octobre suivant.
Sur l'écu de forme « français moderne », sont figurés une rivière surplombée par un volcan fumant (le Misti), avec de part et d'autre deux arbres sinoples (verts) surmontés de lions d'or (jaune) sur champ de gueules (rouge). La bordure d'azur (bleu) comporte 8 fleurs de lis d'or. L'écu et le heaume sont entourés de feuillages azur et or.
Cet écu est surmonté d'un heaume fermé, au cimier duquel se trouve un griffon or et argent qui tient un drapeau rouge, avec l'inscription Karlos.
Un héraldiste fit remarquer que même si la devise du drapeau exprime « la prise de possession d'Arequipa par le roi d'Espagne », en plaçant ce drapeau, « non pas sous les pieds, mais dans la patte du griffon » le monarque a voulu exprimer sa reconnaissance pour la ville, « considérée non comme une vassale, mais comme une alliée ».

### Drapeau
La couleur pourpre du drapeau de la ville a fait l'objet de vives discussions parmi les historiens, certains tenant du rouge (Francisco Mostajo et Víctor M. Barriga), d'autres du bleu (Víctor Benavente) cette couleur étant celle utilisée par les clubs sportifs autour de la ville.

Drapeau de la ville.

Les tenants du rouge fondant leur point de vue sur différents textes de loi du XVIIIe siècle, ont statué que la couleur de la bannière est cramoisie, les origines de ce choix remontant à la bannière coloniale de la ville, qui est décrite comme suit:

« Pour la célébration des festivités royales de proclamation et de serment au roi Don Carlos IV, l'illustre Conseil avait ordonné à l'avance de réaliser une nouvelle bannière de velours cramoisi,.... »

### Hymne
L'hymne de la ville s'appelle « Hymne du 4e centenaire », les paroles sont d’Emilio Pardo del Valle et la musique d'Aurelio Díaz Espinoza qui ont remporté en 1939 le concours pour la création de l'hymne de la ville, organisé par le conseil municipal.
Le prix a été décerné en 1940 et l'hymne a depuis lors été chanté lors de tous les événements civiques de la ville.
Il est également chanté par les supporters du Foot Ball Club Melgar, quand il joue contre des équipes de Lima.

## Histoire

### Avant les incas
Jusqu'au XIe siècle environ, juste avant la présence de l'empire inca, il y avait dans ce qui est maintenant la ville d'Arequipa, quelques tribus nomades de chasseurs, pêcheurs, cueilleurs qui commençaient à domestiquer certains animaux principalement du genre lama et à initier des pratiques de sédentarisation et d'agriculture.
Au fil du temps, après les processus migratoires à l'intérieur de la région, les premières colonies se sont établies, beaucoup d'entre elles avec des connexions à la mer, donnant naissance aux premières voies de communication, ce qui a accru l'accessibilité à ce territoire.
La vallée du río Chili, sur les rives duquel la ville d'Arequipa s'installera plus tard, était alors sillonnée par d'importants canaux d'irrigation et de fossés construits à l'époque pré-inca, puis inca, qui permettaient de cultiver les plaines et les terrasses développées sur les flancs des pentes dominant la rivière.
Plusieurs de ces communautés, ont perduré dans Arequipa, comme les Yarabayas, un village à l'origine, qui est devenu le "quartier traditionnel de San Lázaro" ou les Chimbas, qui se sont installés sur la rive gauche du Chili et qui, avec les communautés Collaguas, ont développé une économie agraire au milieu du désert.

### Période Inca
D'après le chroniqueur métis Garcilaso de la Vega, vers 1170, Mayta Cápac, le quatrième souverain inca du royaume de Cuzco (curacazgo del Cuzco), s'arrêta avec son armée dans une vallée déserte mais très agréable, qu'il appela "Ari-quepay" (restons ici). Il a distribué des terres à trois mille familles, qui ont fondé les hameaux ou villages de Yanahuara, Cayma, Tiabaya, Paucarpata, Socabaya, Characato, Chiguata et d'autres. Mais les Incas ne s'y installent pas encore.
Il semble plutôt que l'empire a appliqué dans la région sa politique « coloniale » appelée mitimae  (mot quechua signifiant éparpiller), consistant à forcer l'installation de certains de ses sujets sur des territoires non soumis, ces enclaves servant à surveiller et contrôler les villages invaincus des peuples occupés.
Au XVe siècle, la région, alors toujours occupée par les Aymaras, fut conquise par les Incas et servit de base importante de productions agricoles pour l'empire.

### Époque coloniale

#### Fondation espagnole d'Arequipa (Ciudad Blanca)
Le 15 août 1540, Don Garcí Manuel de Carbajal, émissaire et gouverneur, par ordre du conquistador Don Francisco Pizarro, fonde la « Villa Hermosa de Nuestra Señora de la Asunción » ou en abrégé « Arequipa », sur le site appelé La Chimba (San Lázaro) sur la rive gauche de la rivière Chili. Le centre-ville est conçu comme à l'habitude sur un plan en damier.
Comme certains nobles locaux, andalous, extrémaduriens et castillans font partie des fondateurs et voisins, la cité fut rapidement élevée au rang de ville le 22 septembre 1541 par  Charles V d'Espagne qui lui confère les armoiries qu'elle conserve toujours aujourd'hui. Les travaux d'installation sont dirigés par Garcí Manuel de Carbajal, qui a été choisi comme autorité politique pour la fondation de la nouvelle ville. Parmi les premiers travaux publics réalisés dans la ville figurent l'église principale, la mairie, le pont sur la rivière Chili et le monastère de Nuestra Señora de Gracia. À l'époque la cité est la plus peuplée du Pérou.

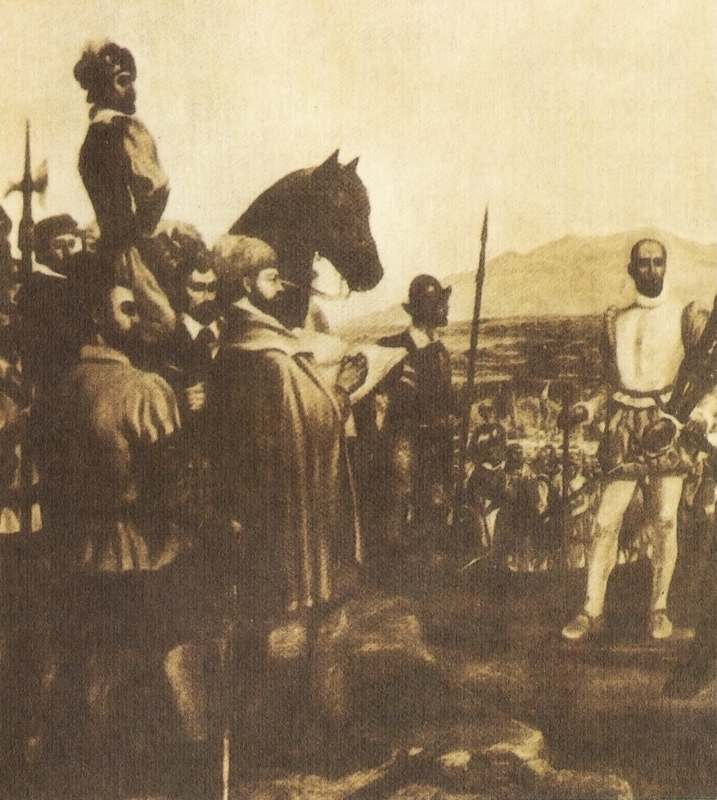
Fondation d'Arequipa le 15 août 1540.

Devant le notaire Alfonso de Luque, l'acte fondateur de la « Villa de l'Assomption de Notre-Dame de la Belle Vallée d'Arequipa » - après la litanie des noms des conquistadors et officiels présents - définit les limites du village « dans la vallée d'Arequipa, dans la partie de Collasuyo... au-dessus du ravin de la rivière », puis les emplacements de l'église, du pilori sur la place et intime l'ordre aux possesseurs de parcelles d'avoir à y construire leurs maisons dans un délai de 6 mois. Le crieur public décline enfin la liste des édiles, ecclésiastiques et militaires témoins de l'acte rédigé par l'écrivain public.
Après la construction des premières maisons, l'un de ces « pères fondateurs », Juan de la Torre est nommé premier maire à diriger le destin de la ville. Il reçoit « deux boisseaux de terrain » pour construire sa maison et ses écuries. Après 1540, la priorité est de fonder des monastères.
Plus tard, le vice-roi Francisco Álvarez de Toledo, qui se trouvait dans la ville en visite d'inspection sur le territoire de sa juridiction, a accordé à la ville, par décret du 20 août 1571, le titre de « Très noble et très loyale », en raison de ses mérites et de ses services rendus à la cause royale.
Le titre a été confirmé par Philippe II dans deux certificats : l'un daté de Badajoz le 20 septembre 1580 - qui « remercie en termes élogieux les dames de la ville pour le don de leurs bijoux au Trésor royal » et l'autre de Madrid le 28 janvier 1594 en reconnaissance d'avoir accepté de contribuer à l'Alcabala.
En 1582 un tremblement de terre détruit la petite cité. Les dégâts sont si considérables que le vice-roi ordonne au Cabildo de délibérer sur ce qu'il convient de faire; reconstruire ou déplacer la ville vers un endroit plus sûr. Le conseil municipal décide de maintenir Arequipa à son emplacement. En 1595 commence l’édification de la Compania de Jesùs, le premier monument important réalisé principalement en sillar.
La ville subira ensuite de nombreux séismes, entre autres en 1600, 1831 et 1868, 1958, 1960, puis au XXIe siècle.

#### Période de la vice-royauté du Pérou
Pendant la vice-royauté (20 novembre 1542 - 9 décembre 1824), la ville s'est distinguée par son rôle de plaque tournante du commerce entre le centre et le sud du pays, via les ports de Quilca et d'Islay sur le Pacifique. Cela a favorisé le développement d'une petite bourgeoisie au détriment des grands propriétaires terriens.
Arequipa est restée fidèle à la cause royale pendant les guerres entre conquistadors et pour cette raison reçut plusieurs distinctions.
L'historien Guillermo Zegarra Meneses dans son ouvrage sur la transition vers la république, précise cet aspect qui distingue Arequipa des autres régions du Pérou et de Lima en particulier : l'adhésion publique, explicite et revendiquée de la ville d'Arequipa à la politique de la couronne espagnole et son suivi étroit des directives des rois d'Espagne d'où la Cédule Royale de 1805.
Cependant, elle finit tardivement par prendre conscience des pensées et des idéaux libertaires qui se manifestaient dans le pays à travers une institution locale; l'Académie Lauretana (es) fondée en 1821. Elle aura ses héros et martyrs de l'Indépendance, comme le poète Mariano Melgar (es), abattu par les royalistes après la bataille d'Umachiri en 1815.
L'emplacement stratégique d'Arequipa au carrefour de la route du commerce colonial de l'argent et de celui de la route du commerce de la laine, a permis à la ville après l'indépendance d'émerger comme un pôle administratif, commercial et industriel. Dans la décennie qui a suivi la déclaration d'indépendance du Pérou en 1821 par rapport à l'Espagne, la société d'Arequipa et du Pérou dans son ensemble était en transition. Ainsi, Arequipa n'est pas seulement devenu le berceau de personnalités politiques notables, mais aussi le site de mouvements politiques clés  qui ont aidé à défendre la stabilité juridique et économique de la ville. Arequipa s'est ainsi élevée au statut de deuxième ville du Pérou face à sa rivale et capitale du pays, Lima.

### L'indépendance
Selon l'historien José Agustín de la Puente Candamo, l'indépendance a été vécue, à Arequipa ainsi que dans toutes les provinces du Pérou, comme une guerre civile, avec ses partisans progressistes et ses opposants conservateurs. En raison de sa géographie et de son emplacement, il y eut quelques situations spéciales dans la ville; par exemple, lorsque Mateo Pumacahua et ses troupes rebelles entrèrent dans Arequipa (9 novembre 1814). Il y eut alors une brève période d'euphorie pour les partisans de l'indépendance du Pérou. Mais devant l'avance des forces royalistes, ce corps expéditionnaire évacua la ville (30 novembre 1814) et le pouvoir vice-royal repris le contrôle d'Arequipa jusqu'à la bataille d'Ayacucho en 1824.
Toutefois, les autorités vice-royales ont fait preuve de souplesse face à la préoccupation de libre pensée de certains Arequipeños. Le 10 décembre 1821, l'Académie des sciences et des arts Lauretana est fondée avec l'assentiment du pouvoir. Sous la direction d'Evaristo Gómez Sánchez, qui possède la plus importante imprimerie du département, ses premiers et principaux membres (Francisco Xavier de Luna Pizarro, Aparicio Gómez Sánchez, Francisco de Paula González Vigil, Gualberto Valdivia, Manuel Amat y León et Juan de Dios Salazar) prennent parti en faveur de l'émancipation du Pérou vis-à-vis de l'Espagne.
En 1824, alors que les armes ont décidé de l'indépendance dans le nord du pays et où l'indépendance a été déclarée sans bataille, Arequipa est toujours dirigée par les royalistes, comme tout le sud, ce qu'un historien trouve contradictoire : 

« C'est un phénomène historique curieux, que cela soit dans le sud que les révolutions pionnières ont commencé avec Tupac Amaru, alors que le sud est resté au pouvoir des royalistes jusqu'à très tard. Par contre, le nord, où il y a eu pourtant moins de mouvements révolutionnaires antérieurs, est devenu indépendant plus tôt. »

Personnages importants sous la vice-royauté.
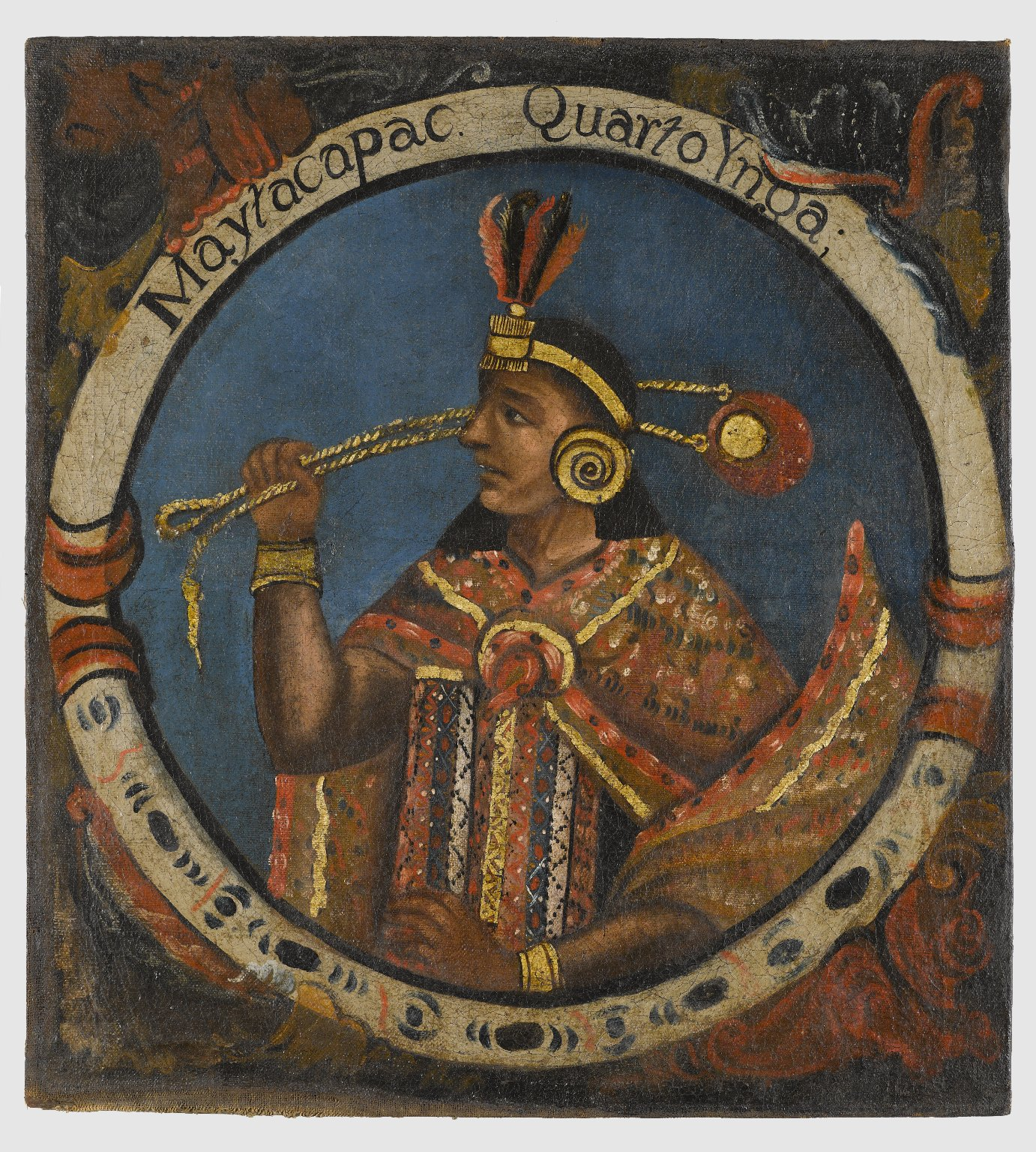
Mayta Capac, le 4e Sapa Inca.
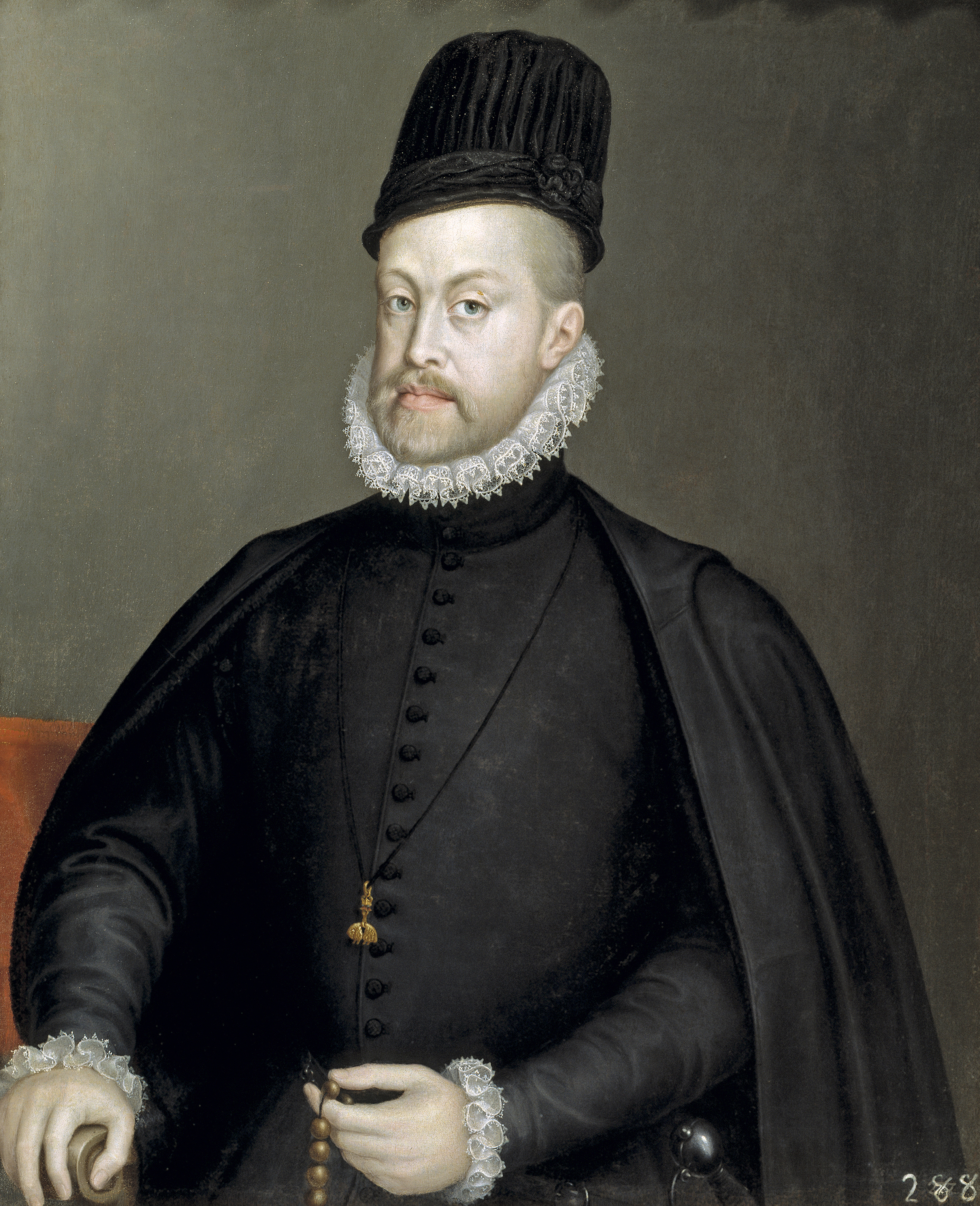
Philippe II d'Espagne.
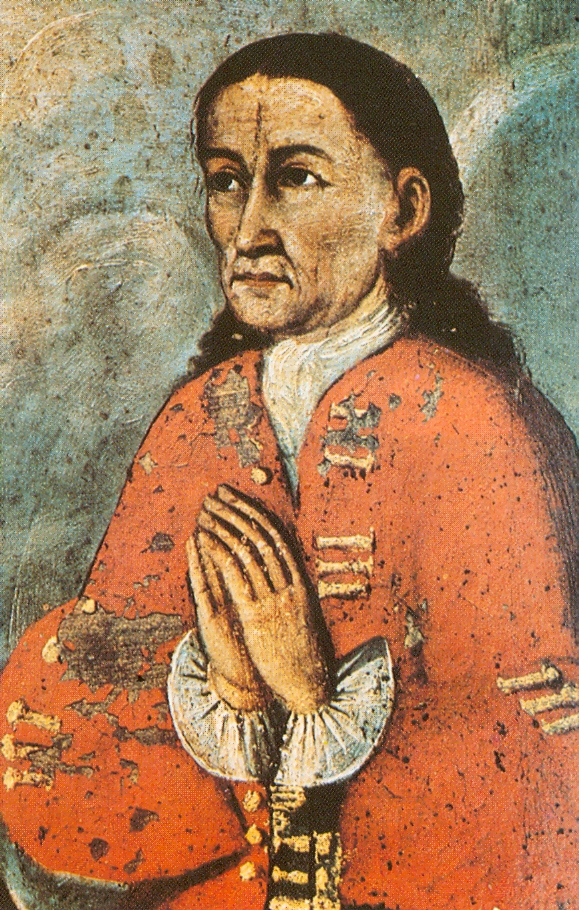
Le cacique Mateo García Pumacahua Chihuantito (1740‒1815)
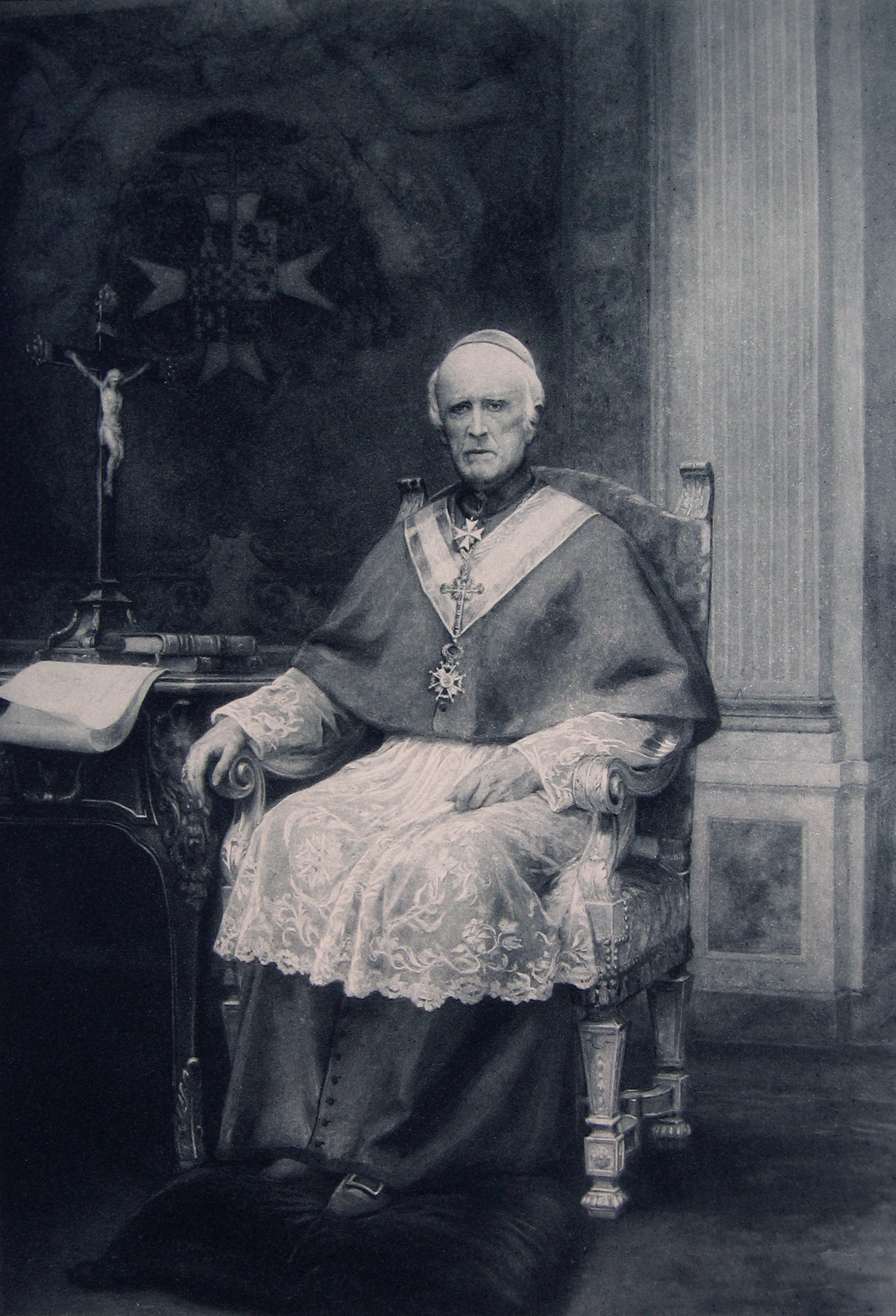
Jose Sebastián de Goyeneche y Barreda archevêque d'Arequipa.
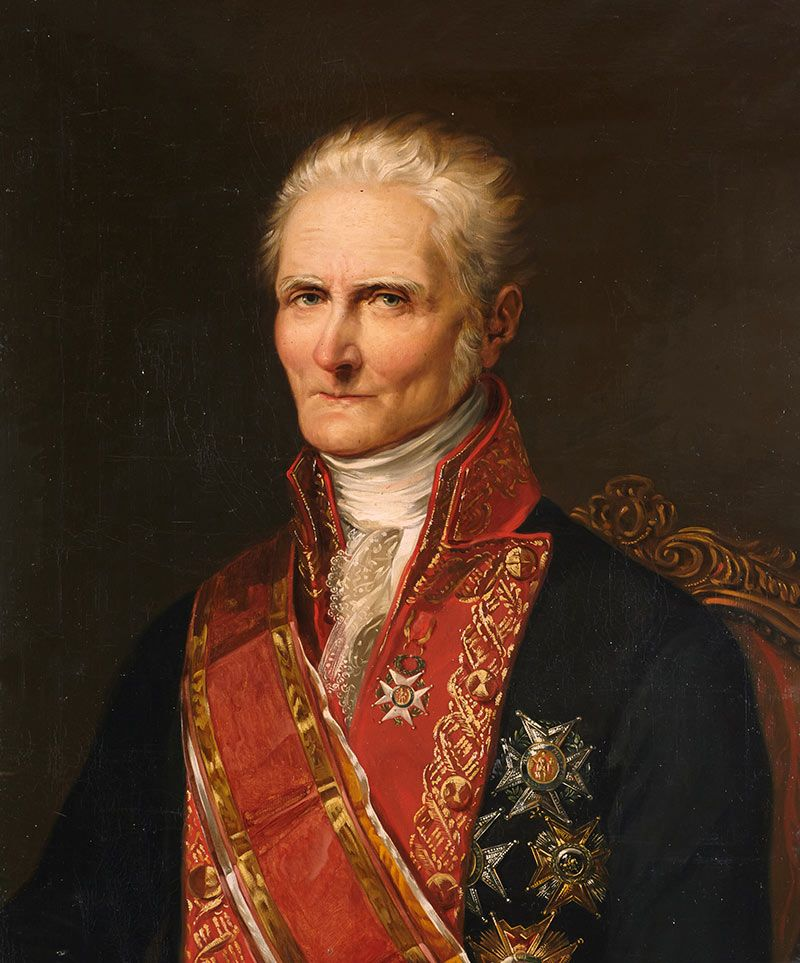
Le vice-roi Joaquín de la Pezuela y Sánchez de Aragón.

À Arequipa comme souvent dans le pays, la plupart du temps les mêmes personnes ont été ensuite maintenue, avec les mêmes fonctions et coutumes. Pas de bouleversement, le changement de régime dans les institutions a été progressif, lent. Un fait représentatif est que Mgr José Sebastián de Goyeneche, qui était évêque d'Arequipa sous la vice-royauté de la Pezuela, l'est resté sous la république à l'époque de San Martín et Bolívar, puis devint archevêque de Lima et il est mort en 1872, primat du Pérou.

### Période républicaine -XIXesiècle

#### Luttes pour le pouvoir
Le territoire correspondant à l'Intendance d'Arequipa (créée en 1783) devient par décret du 26 mai 1822 le département d'Arequipa. Les premiers contingents militaires patriotiques qui arrivent dans la région en décembre sont commandés par le colonel Guillermo Miller, qui occupait précédemment Camaná sur la côte avec le soutien enthousiaste de ses habitants.
Sous le gouvernement du général Simón Bolívar, après la victoire d'Ayacucho, la ville était un centre actif contre les tendances dictatoriales de « El Liberator ». Les avocats Manuel Cuadros, Evaristo Gómez Sánchez, Gualberto Valdivia, Andrés Martínez et le marchand Mariano Llosa Benavides se sont publiquement et catégoriquement opposés à la constitution bolivarienne à vie. Pour cette raison, Cuadros, Gómez Sánchez et Luna Pizarro, représentants d'Arequipa au Congrès de 1826, ont été réélus presque par acclamation pour le Congrès constitutif de 1827-1828.
Le résultat de l'activité de l'Académie Lauretana a été la fondation du Collège national de Indépendance américaine (le 4 mars 1827, dirigée par Gualberto Valdivia) et de l'Université nationale de San Agustín (créée par décret du général Antonio Gutiérrez de la Fuente le 2 juin 1827 et installée le 11 novembre 1828), dont le premier recteur était José Fernández Dávila. Ces constituants de 1822-1823, 1827-1828 et 1833-1834 avaient pour président le célèbre personnage d'Arequipa et membre de l'Académie Lauretana, Javier de Luna Pizarro.

Personnages importants de la république naissante.
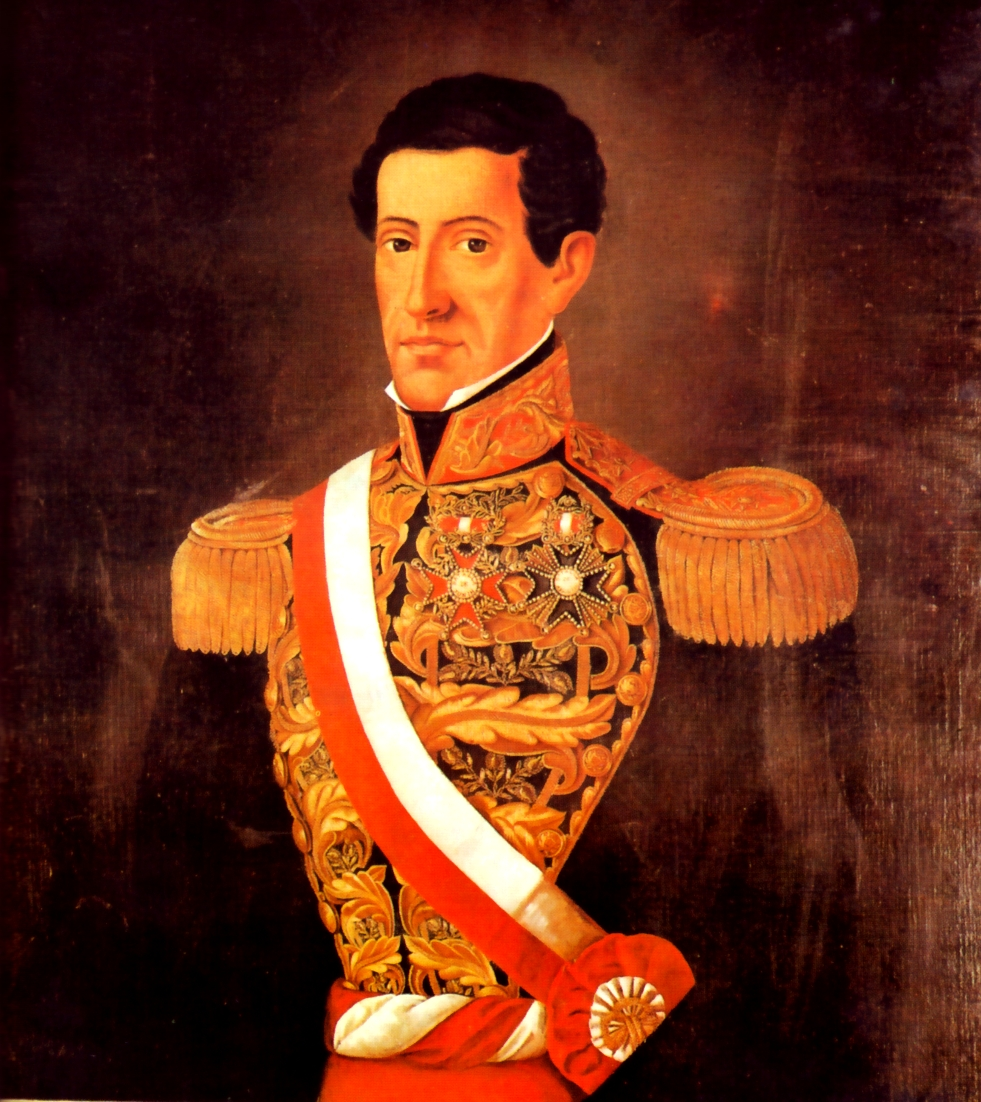
Agustín Gamarra Mesía (1785-1841).
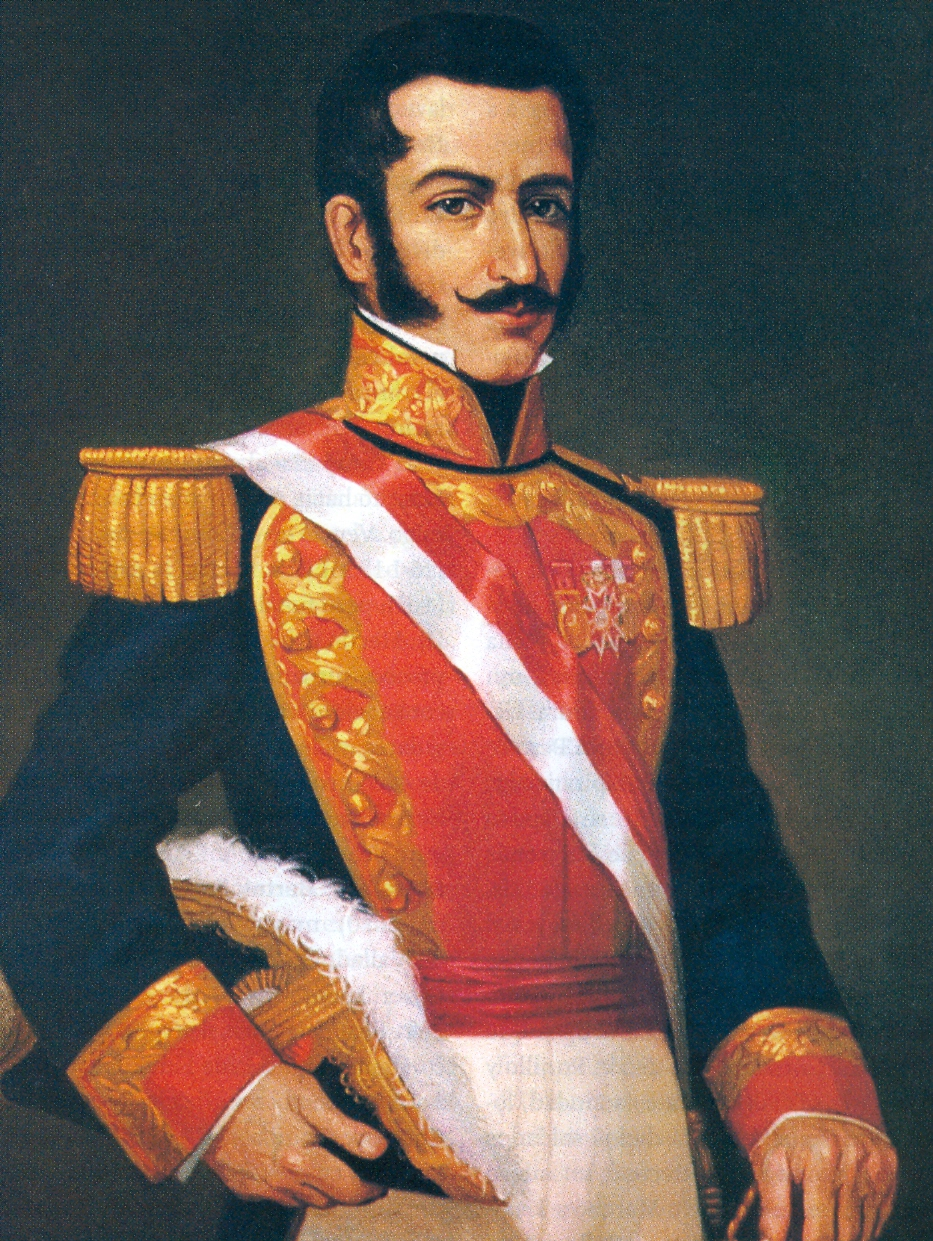
Général Felipe Santiago Salaverry (1806-1836).
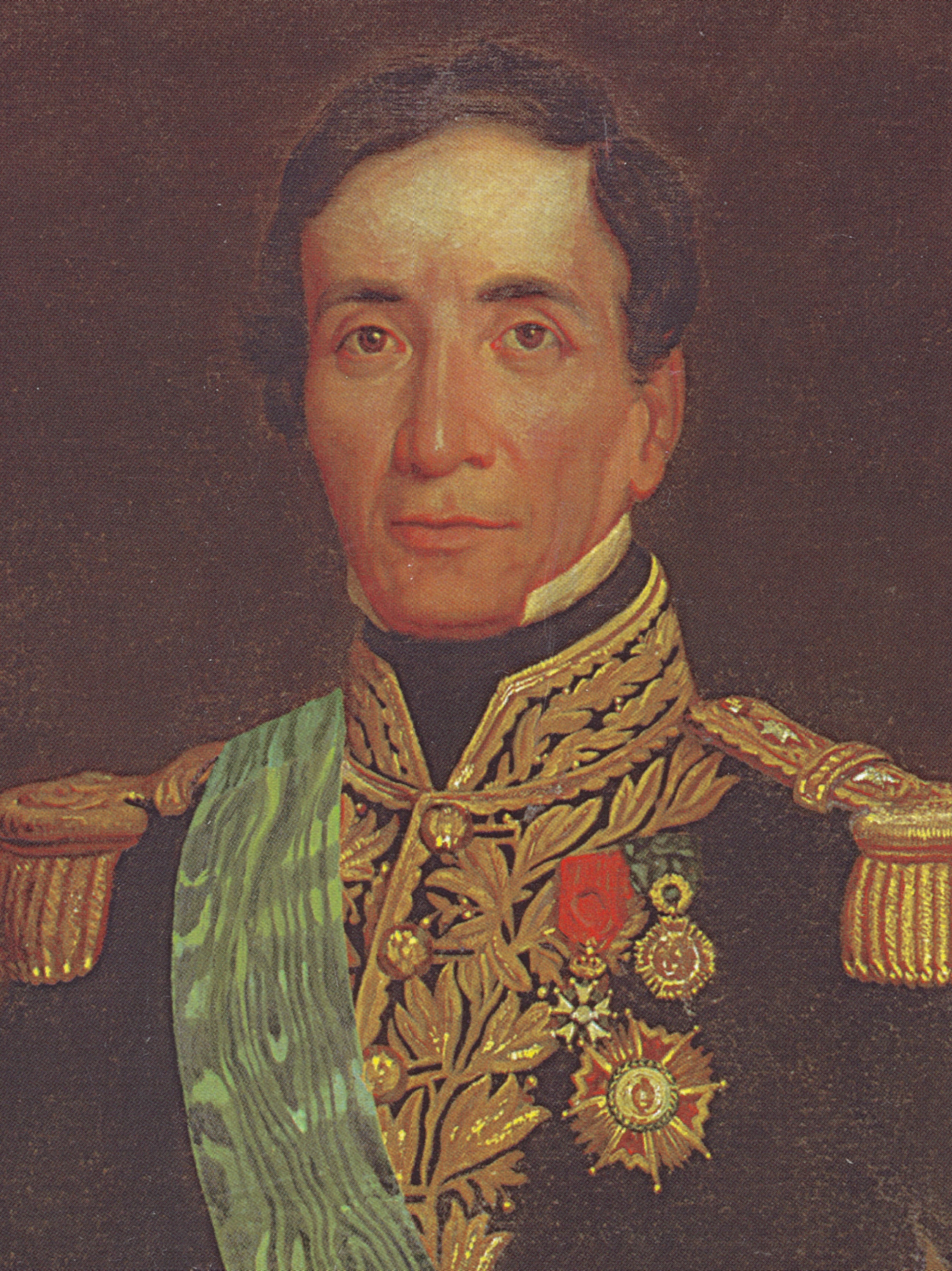
Andres de Santa Cruz (1792-1865).
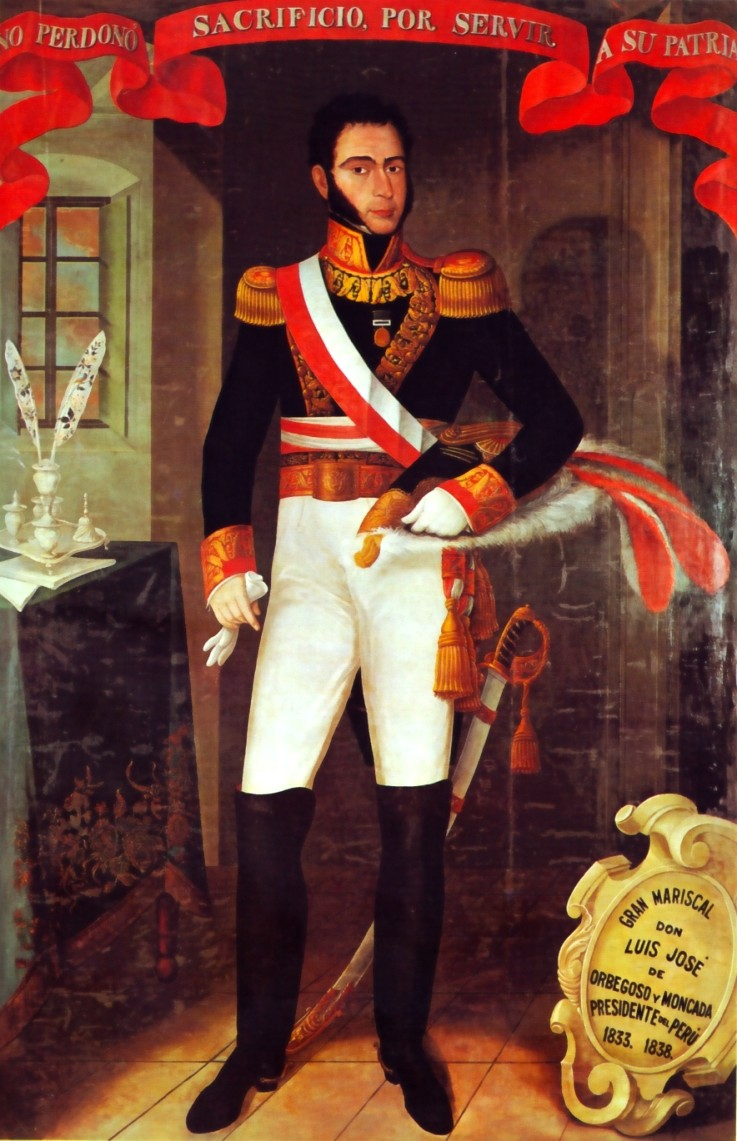
Luis José de Orbegoso y Moncada Galindo (1795-1847).
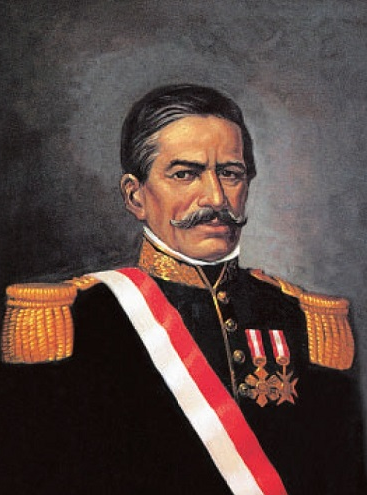
Ramón Castilla y Marquesado (1797-1867).

Entre 1833 et 1834, l'écrivaine française Flora Tristán, fille du diplomate péruvien Mariano Tristán y Moscoso, a visité Arequipa à la recherche de sa famille paternelle. En 1838, elle publie à Paris le récit de son voyage sous le titre « Peregrinaciones de una paria », livre dans lequel elle décrit en détail la réalité de l'Arequipa de l'époque.
En 1835, dès la création de la Confédération péruvio-bolivienne constitué des trois éphémères État nord-péruvien, État sud-péruvien et de l'État de Bolivie, le général Orbegoso transfère, le 13 janvier 1835, son gouvernement de Lima à Arequipa. Pendant ce temps, à Lima, le général Felipe Santiago Salaverry s'est nommé chef suprême de la République, affirmant que le pays était sans chef car Orbegoso était à l'extérieur de la capitale. Orbegoso sollicita alors le soutien du président bolivien Andrés de Santa Cruz contre les prétentions du maréchal Gamarra et du général Salaverry.

Les batailles décisives entre les troupes de Salaverry et celles de la Confédération ont eu lieu à Uchumayo, aux environs de la ville d'Arequipa, le 4 février 1836, où Salaverry gagne; et à Socabaya, trois jours plus tard, le 7 février, où c'est Santa Cruz qui l'emporte. Fait prisonniers, Salaverry et ses neuf principaux collaborateurs sont fusillés sur la Plaza de Armas d'Arequipa le 18 février 1836 par les Boliviens.

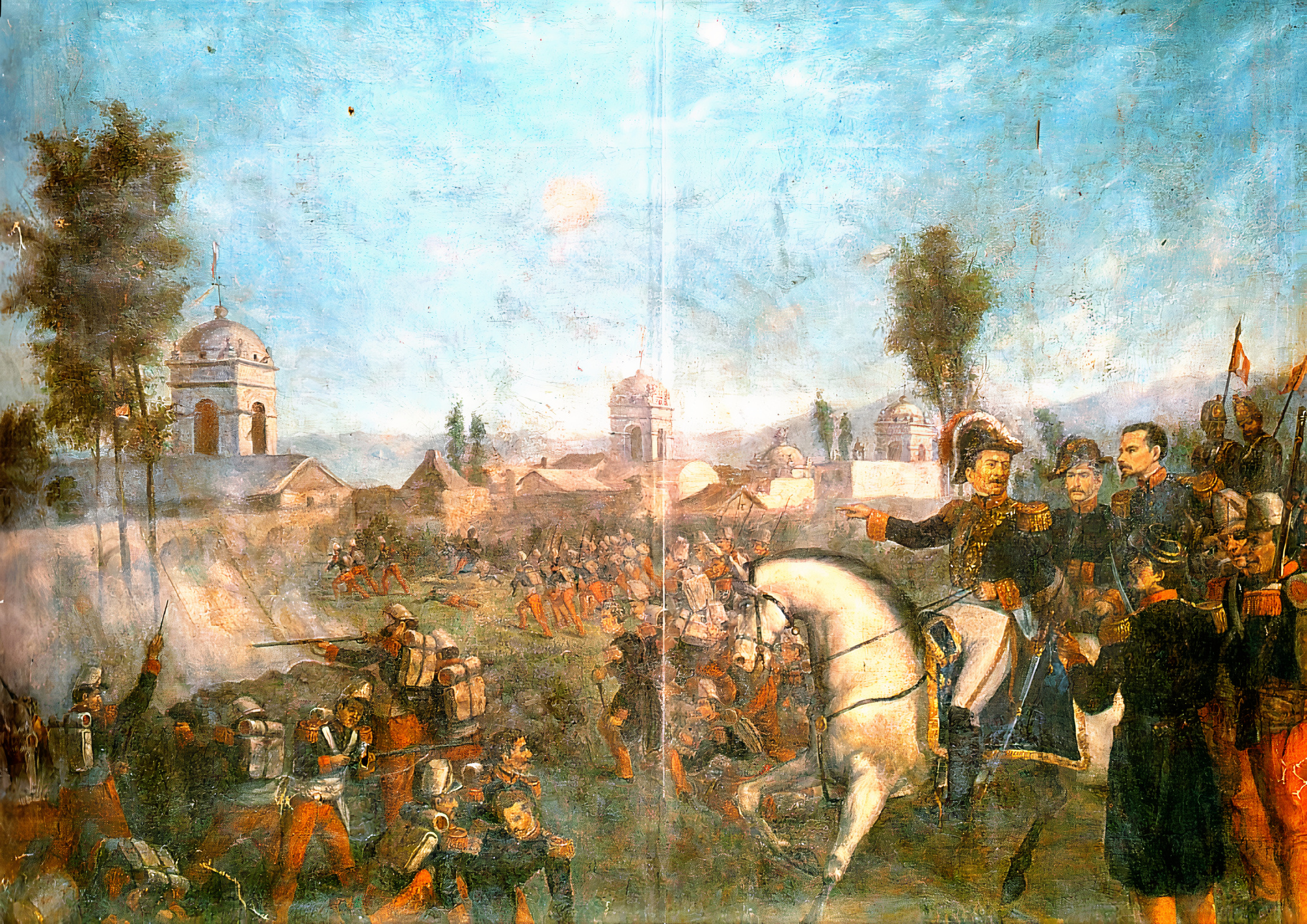
Vivanco auto-proclamé chef suprême revient à Arequipa le 1er novembre 1856. C'est le début d'une longue guerre civile, peut-être la plus grave que la République péruvienne ait connue.

Sous divers prétexte, le Chili déclare alors la guerre à la Confédération et envoie un contingent sous le commandement de l'amiral Ventura Blanco Encalada. Cette première expédition au Pérou, appelée « Restauradora » soutenue par les opposants à Santa Cruz, arrive sur le territoire d'Arequipa le 12 octobre 1837. Mais avant d'entamer les hostilités, des négociations permettent la signature d'un traité de paix à Paucarpata le 17 novembre, entre le chef militaire chilien et le général Quiroz, de la Confédération. Le gouvernement chilien n'ayant pas approuvé ce traité enverra une deuxième expédition l'année suivante, pour soutenir Ramón Castilla et d'autres chefs militaires péruviens opposés à Santa Cruz, ce qui aboutira à la chute de Santa Cruz, à la dissolution de la Confédération et permettra au maréchal Gamarra de reprendre les pleins pouvoirs au Pérou en août 1839.
Dans les années suivantes, la ville fut le théâtre de soulèvements et de coups d'État militaires successifs, qui se terminèrent par la victoire des forces dirigées par Miguel de San Román contre l'armée de Manuel Ignacio de Vivanco lors de la bataille de Paucarpata le 29 juin 1857. À cette époque, Arequipa a gagné en importance en tant que centre d'affaires et de commerce, axé sur les produits agricoles et la production de laine.
Le 20 février 1843, le général Manuel Ignacio de Vivanco se proclame « directeur suprême de la République ». Ses ambitions prennent fin avec la bataille de Carmen Alto le 22 juillet 1844. Il s'exile une première fois sans pour autant renoncer à la politique active.
Le 14 avril 1854, il revient à Arequipa comme président provisoire, mais le général Ramón Castilla, réussi à lui prendre le pouvoir. Le 1er novembre 1856, le général Vivanco reprend les armes à Arequipa contre le gouvernement. Après l'échec de ses expéditions militaires à Lima et à Trujillo, il doit se replier à Arequipa fin 1857 pour organiser sa défense. Les forces commandées par Miguel de San Román affrontent Vivanco dans un combat à Yumina le 29 juin 1857 aux portes de la ville. Après huit mois de siège, la ville est prise par l'armée de Castilla. Après cette prise d'Arequipa c'est la fin de la guerre civile péruvienne de 1856-1858.

Arequipa au XIXe siècle.
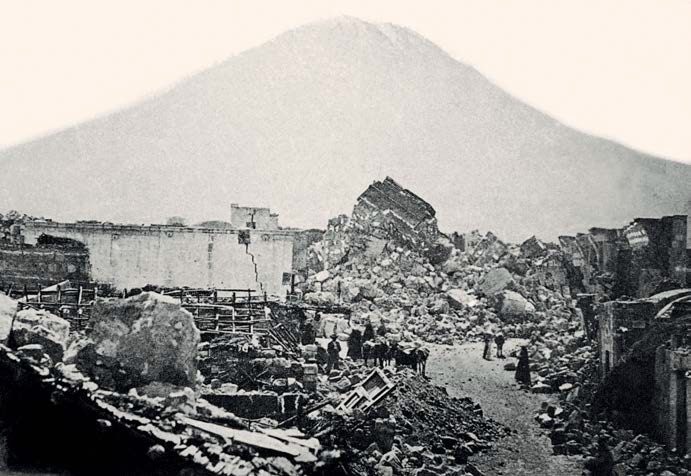
Arequipa dévasté par le séisme de 1868.
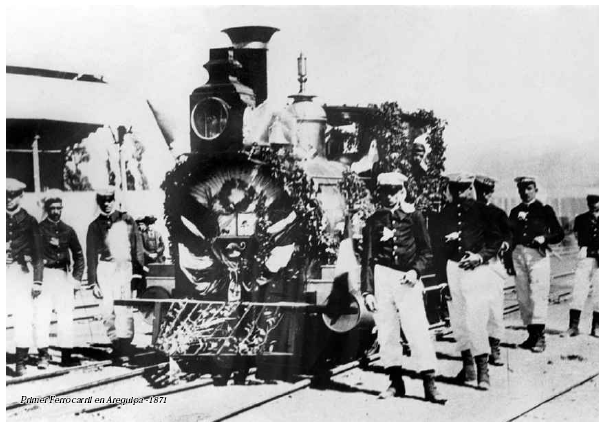
L'arrivée du premier chemin de fer en 1871.
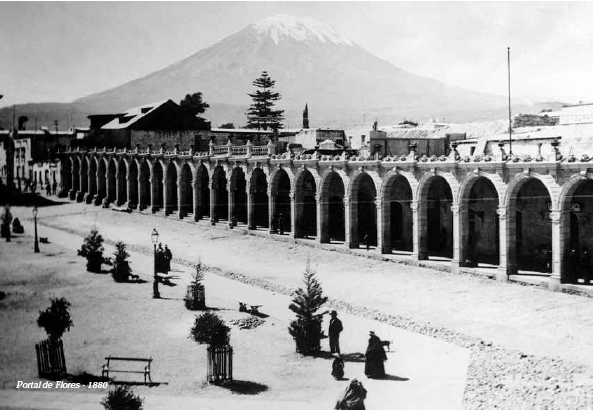
Le Portal de Flores sur la Plaza de Armas en 1880.

Jusqu'à la fin du siècle, une société de transition se met en place au Pérou, période au cours de laquelle la croissance démographique est importante à Arequipa. D'autre part, sa participation à la politique du pays est exceptionnelle et la ville consolide sa place de deuxième ville du pays défiant en permanence la suprématie politique de Lima.
En 1870, la construction d’une voie ferrée vers la mer favorise le développement de la ville, qui devient un grand centre d’exportation des laines de mouton, alpagas et vigognes vers l’Angleterre.
Le 31 août 1882, à la suite de l'occupation de Lima pendant la guerre du Pacifique, le président Lizardo Montero Flores arrive à Arequipa et la déclare capitale du Pérou. Le 22 avril 1883, Montero installe un Congrès national à l'Independence College, avec le soutien militaire d'une armée locale, et un important soutien financier sous forme de quotas et d'impôts provenant de l'élite économique et des districts agricoles du sud. Cependant, le 25 octobre 1883, un soulèvement populaire renverse le gouvernement du président Montero, qui réussit à s'échapper à La Paz. Quatre jours plus tard, avec le soutien des autorités de la ville, les troupes chiliennes occupent Arequipa jusqu'en août 1884.

#### Le séisme de 1868

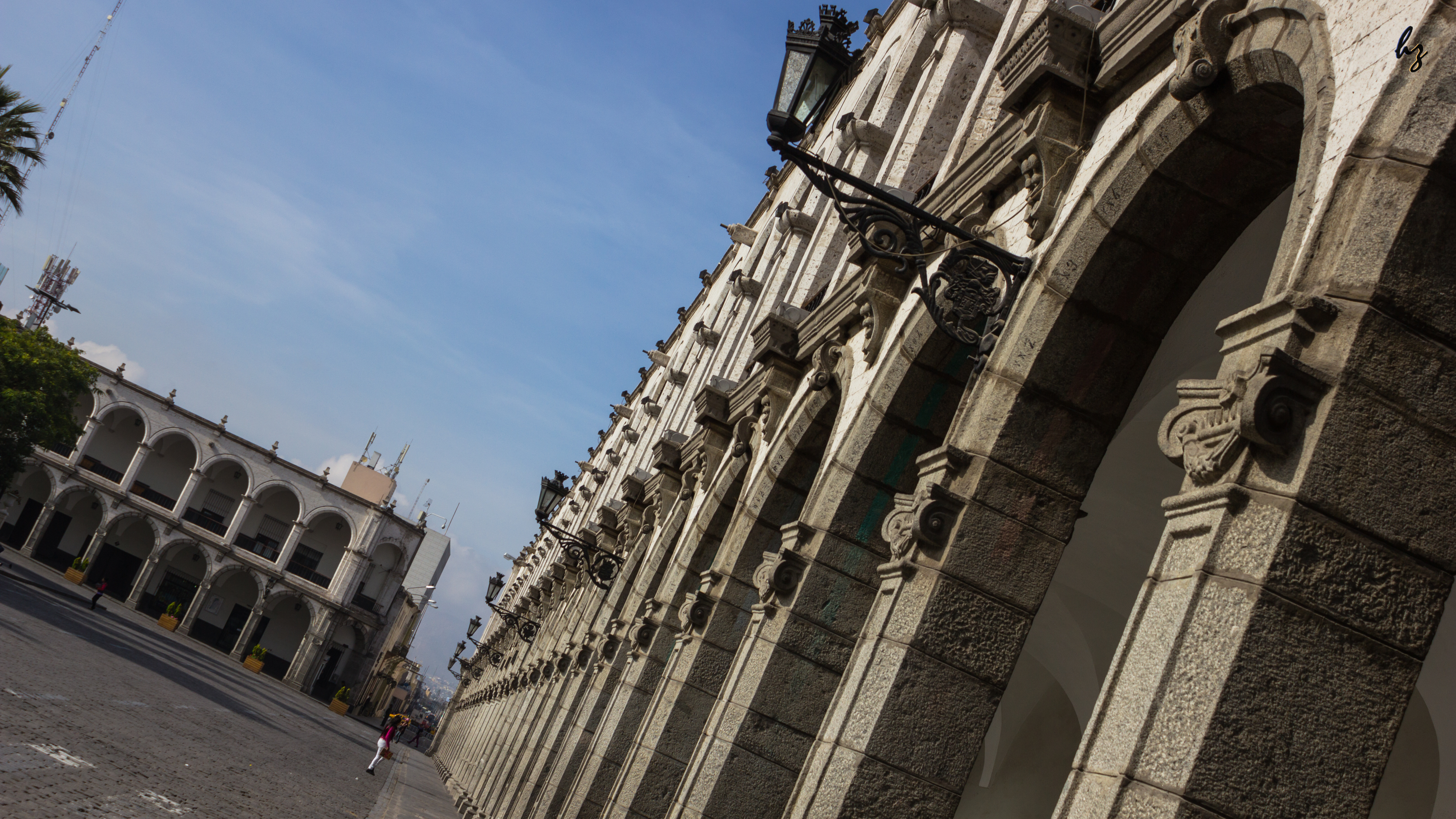
Les arcades de la Plaza Mayor.

Le tremblement de terre d'Arica (es), une ville portuaire au nord du Chili (25 000 morts) le 13 août 1868 vers 16 h locale, dont la magnitude de moment a été estimée à 9, a dévasté une grande partie du sud du Pérou dont Arequipa. Il a été l'un des plus forts et des plus destructeurs de l'histoire de la cité.

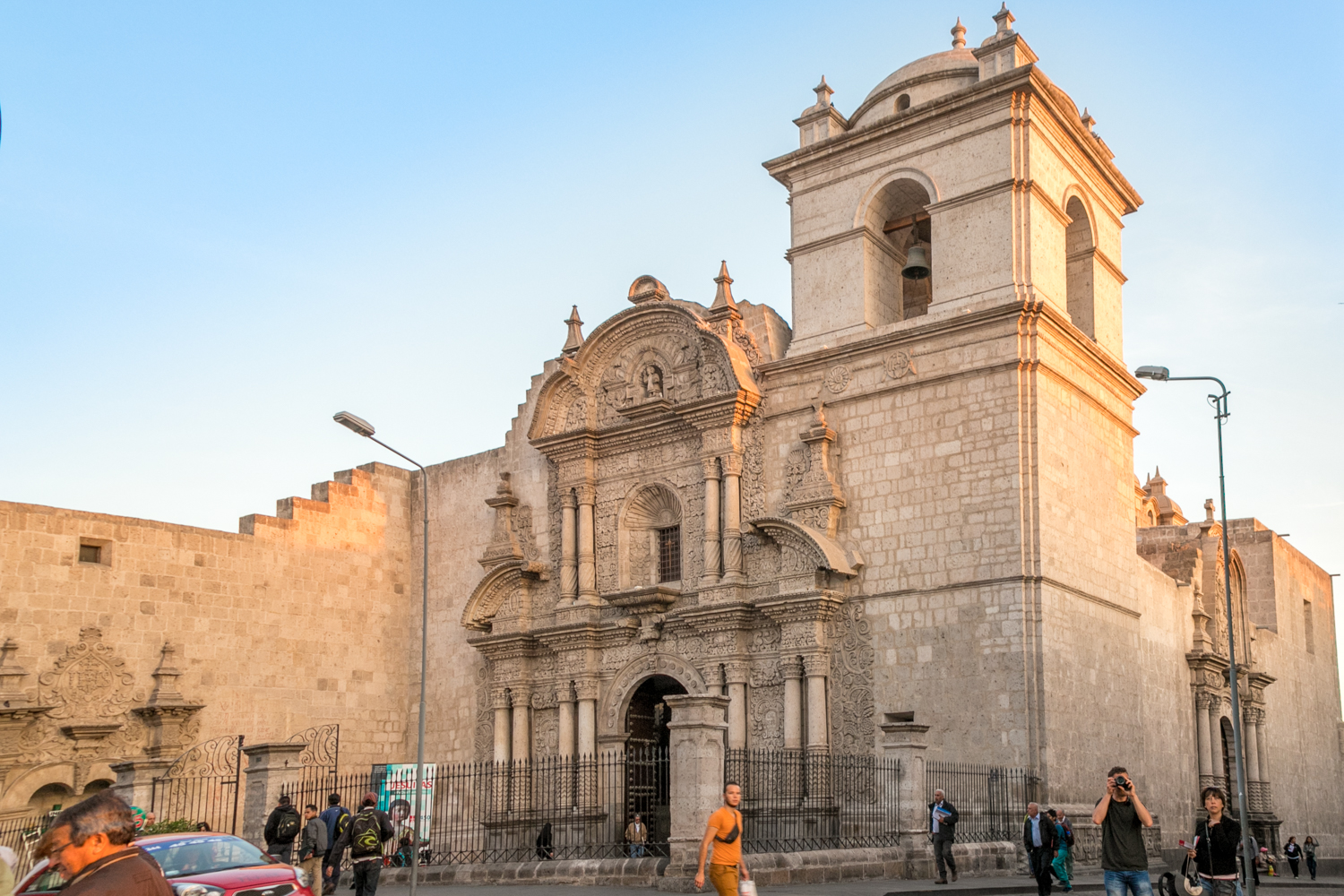
Église de la Compagnie de Jésus.

Il n'y avait aucun bâtiment sans fissures ni dégâts. Les églises San Camilo, du Tiers-Ordre et de Saint-Domingue ont été totalement détruites. Dans les églises de San Francisco et de La Compañía, les murs endommagés résistaient, mais les voûtes menaçaient de s'effondrer. Les tours de la cathédrale étaient à moitié ruinées, tandis que la sacristie de la cathédrale a subi l'effondrement total de sa structure. La voûte de l'église San Agustín s'est complètement effondrée. Sur la Plaza Mayor, le Portal de Flores est tombé sur la moitié de la longueur de l'arcade, tandis que les portails du Cabildo ont croulé comme s'ils avaient reçu un poids énorme. Dans le Colegio de la Independencia, les toits ont été démolis, ainsi que certaines voûtes du premier étage. Le plafond de la salle principale de l'hôpital San Juan de Dios est tombé, ensevelissant pas moins de quarante personnes. Le système d'irrigation à la campagne et dans la ville a été détruit ou comblé.
Les suites désastreuses ont suivi; vols et pillages, pénuries, spéculations sur la nourriture, car de nombreux champs plantés ont fini par se dessécher faute d'irrigation. La population est restée pendant quelques jours sans eau dans les citernes, les fontaines et les fossés urbains. De plus, les répliques étaient nombreuses et la peur augmentait. En raison des croyances de l'époque, les prêtres ont annoncé à la population que ces adversités n'étaient que des « avertissements » de la « colère divine » et des « punitions du Seigneur pour les iniquités commises ».
La population s'est rapidement organisée, réussissant à extraire des décombres cent cinquante morts et à leur donner une sépulture avec l'aide des Chiliens chargés de la construction du chemin de fer qui ont aussi travaillé au nettoyage des fossés urbains et réparé des tronçons effondrés de fossés agricoles.

### AuXXesiècle
En 1917 Arequipa n’a encore que 440 000 habitants.

#### Politique
Tout au long du siècle et jusqu'en 1930, Arequipa devient peu à peu un centre économique important basé sur la transformation de la laine et sur le chemin de fer du sud. Vers 1930, ces deux piliers de l'économie commencent à décliner ce qui entraine la création d'une classe moyenne croissante de professionnels, d'intellectuels et de technocrates, qui participeront à la défense de la légalité et de la stabilité économique. Le siècle commence donc dans le pays par une série de coup d'État dont beaucoup trouvent leur origine à Arequipa.
Deux de ces dirigeants, Víctor Andrés Belaunde et José Luis Bustamante y Rivero, ont laissé leur marque en tant que constitutionnalistes forts au début des années 1930. Bustamante y Rivero fut ensuite président du Pérou de 1945 à 1948 jusqu'au coup d'État militaire du général Manuel A. Odría qui met en place une dictature nommée Ochenio.
En 1950, l'avocat Francisco Mostajo (éminent libéral d'Arequipa depuis 1901) mène une révolution depuis Arequipa contre Odría qui s'enfuit en 1956. Fernando Belaúnde Terry d'Arequipa réussit à obtenir une grande partie des votes de la classe moyenne en 1963, son parti l'Action populaire étant soutenu par un autre parti originaire d'Arequipa, la Démocratie chrétienne. Belaúnde Terry obtient pour un premier mandat la présidence du Pérou jusqu'en 1968.
Selon l'historien britannique Leslie Bethell de l'Université de Cambridge, la région sud du pays, dominée par la ville d'Arequipa, a une longue histoire de séparatisme d'avec la République du Pérou et la classe dirigeante d'Arequipa du XXe siècle a conservé une identité régionale distincte. La solide structure politique dans la ville d'Arequipa et son potentiel électoral au niveau national, se reflètent dans la force de la candidature de Fernando Belaunde Terry pour l'élection présidentielle de 1956.
L'opposition d'Arequipa à la centralisation politique et économique du pays a naturellement conduit à une position constitutionnaliste dans les années 1930 et à l'adoption ultérieure des idéologies chrétiennes-démocrates dans les années 1940 et 1950. Les avocats et l'église avaient une forte influence dans la politique d'Arequipa, ainsi que la classe moyenne qui a obtenu une plus grande participation à la vie politique en raison de la baisse de la prospérité économique dans le sud du pays. Selon Bethell, Arequipa était la capitale du libéralisme, une idéologie révolutionnaire à l'époque.
Tout au long de l'histoire politique d'Arequipa, plusieurs soulèvements ont valu à la ville le qualificatif de « León du sud » (El León del Sur) en référence à la turbulente cité du Nicaragua, éternelle rivale de Granada. Cette renommée révolutionnaire encore connue des Péruviens a été acquise grâce à de nombreuses rébellions contre le pouvoir central; les Arequipans ont pris les armes à chaque décennie parfois plusieurs fois :
- 10 fois au XIXe siècle; En 1834,1840, 1844, 1851, 1854, 1856, 1865, 1867, 1883 et 1884.
- 4 fois au XXe siècle; En 1930, 1931, 1950 et 1955.

La quasi-totalité de ces soulèvements, dont certains ont eu un impact national, ont été déclenchés pour défendre l'autonomie locale, contre des gouvernements de plus en plus centralisateurs.
En 1930 : Arequipa a été le théâtre d'un pronunciamientos le 22 août 1930, lorsque le commandant Luis Sánchez Cerro s'est proclamé chef suprême et a forcé le président Augusto B. Leguía à démissionner.
En 1948 : Le 27 octobre, les militaires récidivent, le général Manuel A. Odría destitue le président José Luis Bustamante y Rivero.
En 1950 : Les étudiants de l'American Independence College se soulèvent contre le gouvernement Odría, le 17 juin.
En 1955 : Ils recommencent pendant 9 jours en décembre.

Les hommes politiques importants au XXe siècle.
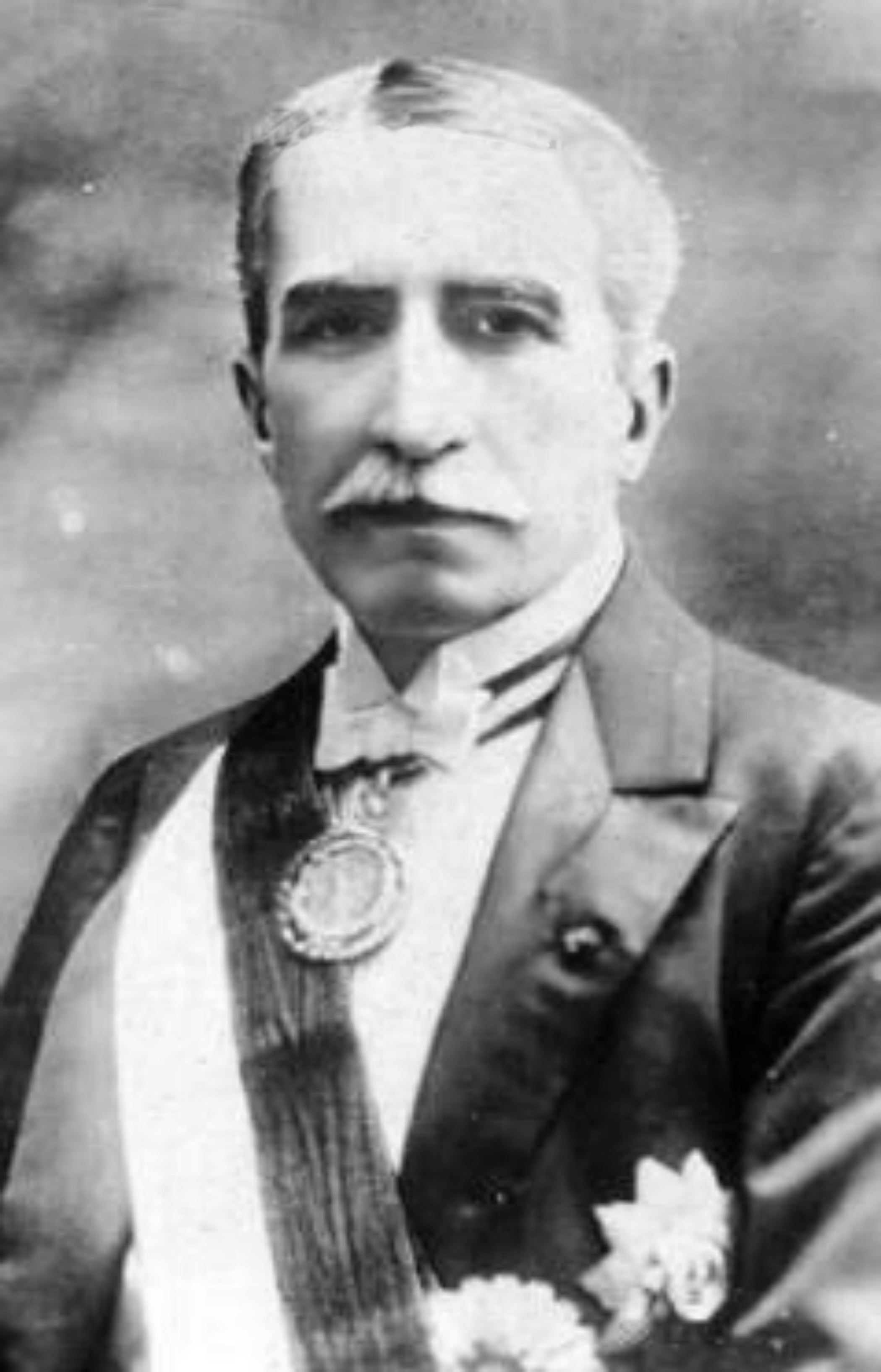
Augusto Bernardino Leguia y Salcedo (1863–1932).
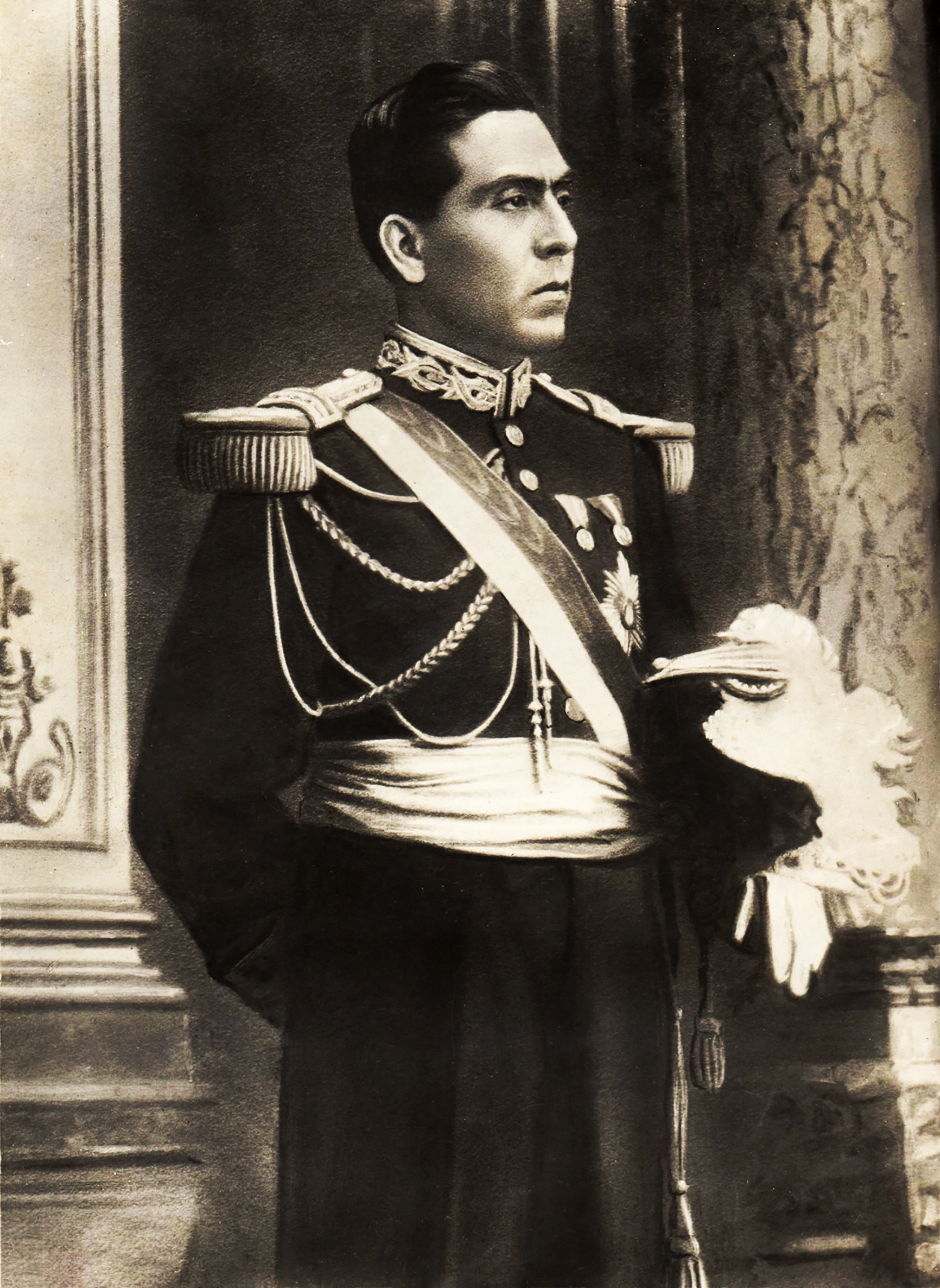
Luis Miguel Sánchez Cerro (1889-1933).
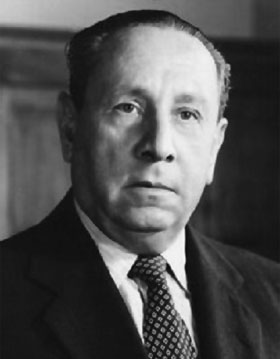
Manuel Arturo Odría Amoretti (1897-1974).
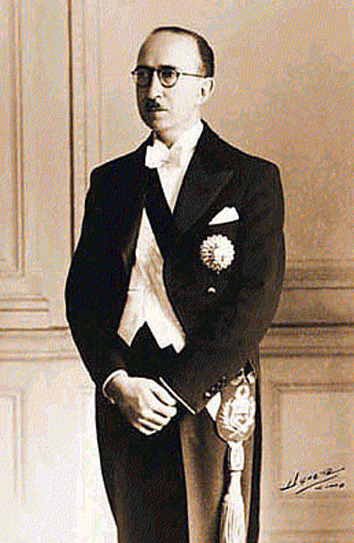
José Luis Bustamante y Rivero (1894-1989).
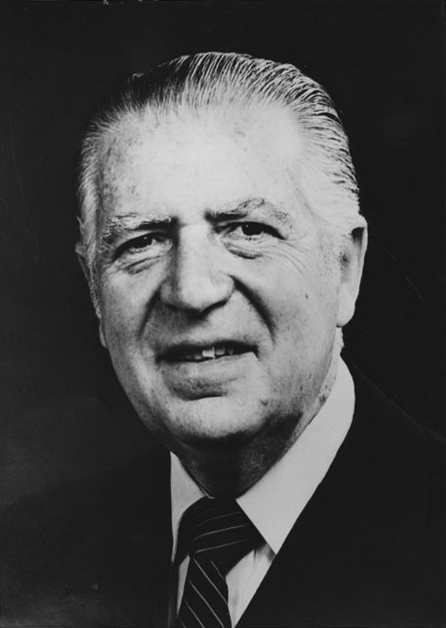
Fernando Belaúnde Terry (1912-2002).

#### Économie
- À partir des années trente, le développement économique de la ville a été favorisé par la construction du chemin de fer Arequipa-Camaná construit par l'américain  Henry Meiggs. Cette ligne était connectée à celle qui reliait Arequipa, Cuzco et Juliaca[40].
- 1908 : Le premier système télégraphique de la région est créé. Il reliait Mollendo, Arequipa et Vitor à 60 km à l'ouest.
- 1913 : Tramway électrique.
- 1914 : Inauguration de l'un des meilleurs systèmes d'eau potable du Pérou, en raison de l'aqueduc qui conduit les eaux minérales de Yumina (8 km au sud-est), dont la ville d'Arequipa est très fière.
- 1920 : Réseau d'eau et de drainage.
- 1931 : Construction des autoroutes Arequipa-Yura et Arequipa-Puno.
- 1938 : A El Chili, à 78 km de la ville et à 4 300 m d'altitude, fin des travaux du barrage El Fraile construit pour irriguer 3 000 ha dans les pampas de La Joya.
- 1966 : Une loi autorise la création du parc industriel d'Arequipa, important moteur de l'industrie régionale.
- 1968 : Les travaux d'irrigation de Majes et Sihuas commencent.
- 1979 : Lancement du projet de la centrale hydroélectrique de Charcan.
- 1989 : Dans le cadre du processus de décentralisation et de création des gouvernements régionaux institué par la constitution de 1979, création du département d'Arequipa.

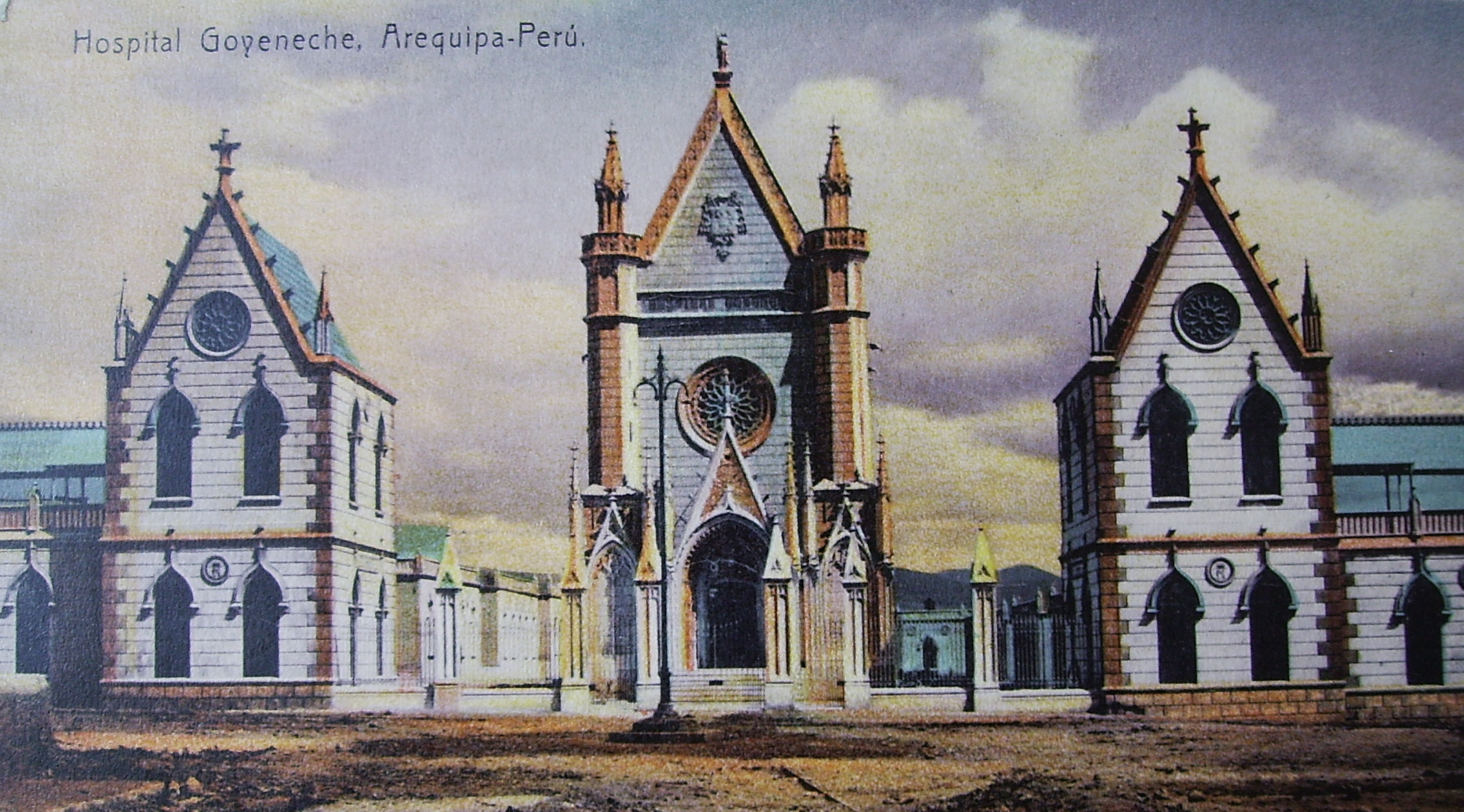
L'hôpital Goyeneche en 1912.

Au début du XXe siècle, Arequipa a connu un processus d'expansion vers l'est de ce qui est maintenant appelé le centre historique. De nouvelles avenues ont été tracées telles que le boulevard Parra et l'avenue Siglo XX, le quartier boisé d'El Vallecito a été créé et la ville s'étend jusqu'au district de Yanahuara. Des personnes aux ressources limitées occupent des quartiers populaires tels que Miraflores, Barrio Obrero, Jacinto Ibáñez.
L'architecture urbaine se développe avec de nouvelles constructions ou le transfert de structures existantes, comme le marché de la ville de la Plaza de Armas à son emplacement actuel dans un ancien couvent à San Camilo. De 1905 à 1910 on construit l'hôpital Goyeneche, ainsi que des ponts pour relier le centre-ville au quartier de Yanahuara (pont de Bolognesi, pont de Grau et le pont Bolívar).
En 1940, un projet d'agrandissement et d'équipement urbain est proposé par le maire Julio E. Portugal et par l'ingénieur et idéologue urbain Alberto de Rivero. C'est le premier plan d'expansion urbaine moderne de la ville. Il prévoit l'extension de la zone des logements, des routes radiales et concentriques la création des quartiers (barios) quartiers de Cuarto Centenario et Selva Alegre.
L'équipement urbain est également dynamisé avec la construction du Théâtre municipal, de l'Hôtel touristique, de la Bibliothèque municipale, du Théâtre Ateneo, de l'American Independence College, de l'Université nationale de San Agustín, etc.
Jusqu'à la fin des années 1950, deux facteurs modifient considérablement les tendances à la croissance urbaine, les tremblements de terre survenus dans les années 1958 et 1960 et la sécheresse du haut plateau, ce qui accélère la croissance de la périphérie qui se poursuit encore aujourd'hui.
Évidemment, la modernisation de la ville s'intensifie dans la zone centrale, où le développement de l'activité commerciale modifie les caractéristiques des bâtiments qui gagnent de la hauteur et entraîne le déplacement de certaines institutions comme l'Université (1962) et les secteurs résidentiels vers la périphérie, consolidant en retour le centre-ville comme un centre-ville commercial dynamique.
Dans les années 1960 et 1970, le Conseil de réhabilitation et de développement de la ville d'Arequipa donne une plus grande impulsion au secteur industriel avec la création de parcs industriels et une meilleure articulation des routes, ce qui contribue à consolider le rôle hégémonique d'Arequipa dans la région.

### AuXXIesiècle
En 2000, le centre historique d'Arequipa est déclaré site du patrimoine mondial par l'UNESCO.
Après les années 2000, Arequipa a conforté sa place de seconde ville du Pérou. La majorité de sa population est venue de la région du lac Titicaca. C’est la grande rivale de Lima la capitale, tant culturellement qu’économiquement (mines d'or et d'argent, de zinc, de cuivre, laines…).
Un autre fait important qui marque l'histoire des premières années de ce siècle est le violent tremblement de terre du 23 juin 2001, qui avec une magnitude de 8,4 est l'un des plus grands séismes, survenus dans le monde depuis 1900 (le 15e du classement établi par l'U.S. Geological Survey) et celui de plus grande magnitude dans l'histoire du Pérou. À cause de cette catastrophe de nombreux bâtiments historiques d'Arequipa ont été endommagés ou détruits.
Des manifestations hostiles au projet de privatisation de deux compagnies d'électricité tournent à l'émeute à Arequipa en juin 2002. L'état d'urgence est déclaré par le gouvernement.

## Galerie

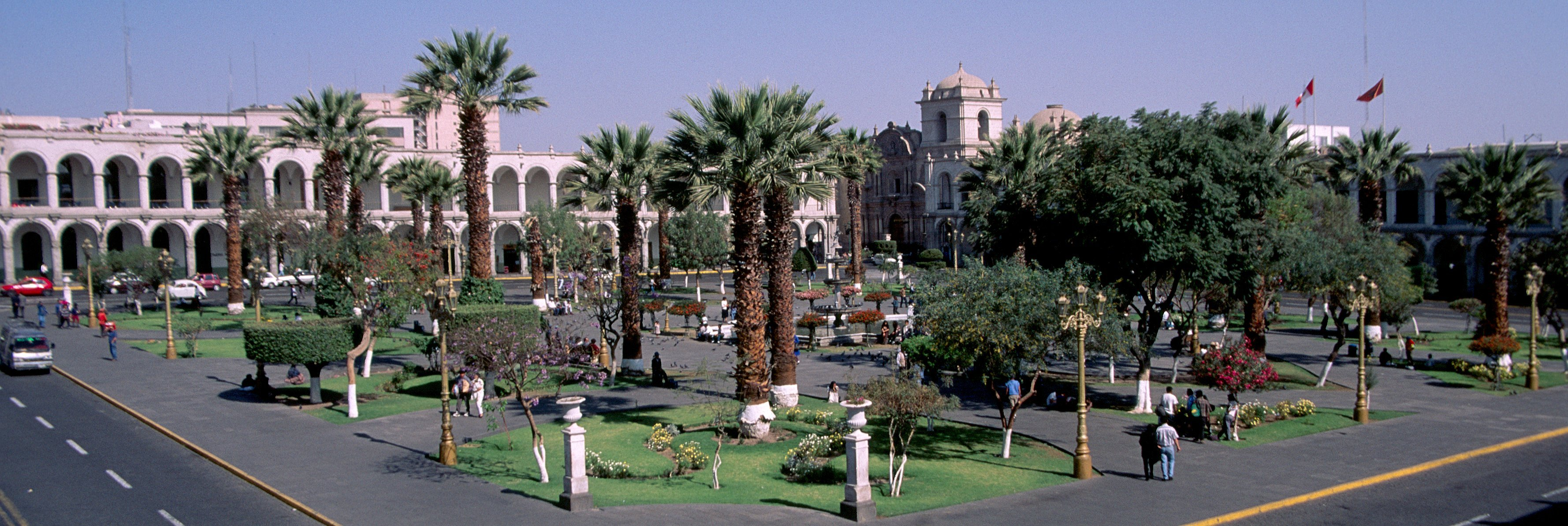
Plaza de Armas.
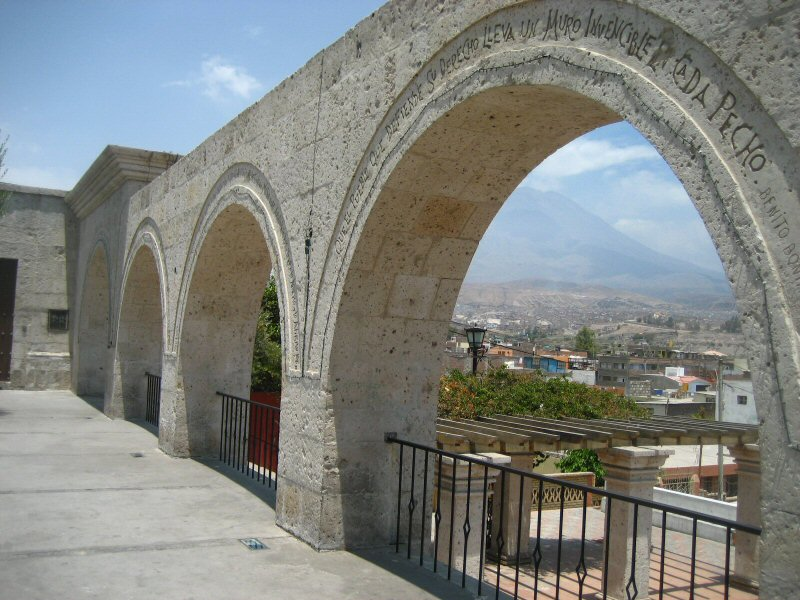
El Misti et la ville depuis le quartier de Yanahuara.
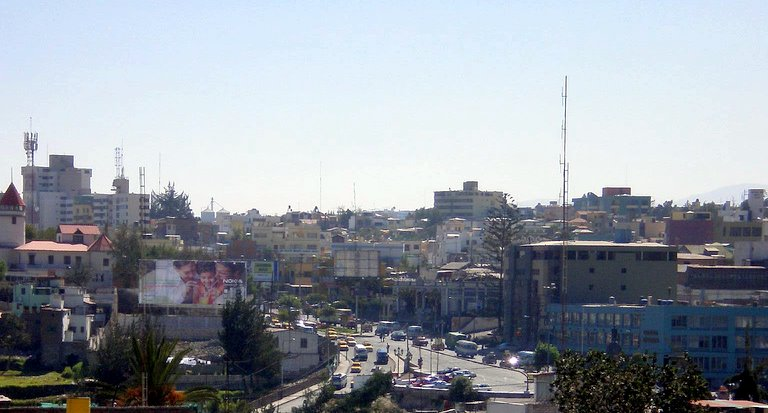
Vue panoramique des districts de Cayma et Yanahuara.
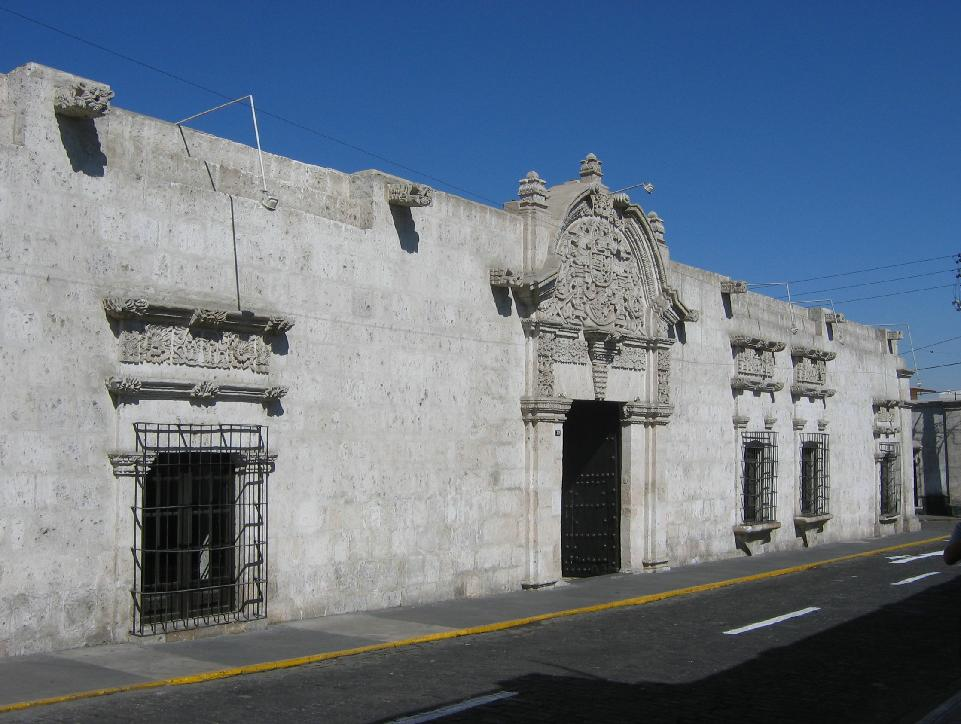
« Casa del Moral ».
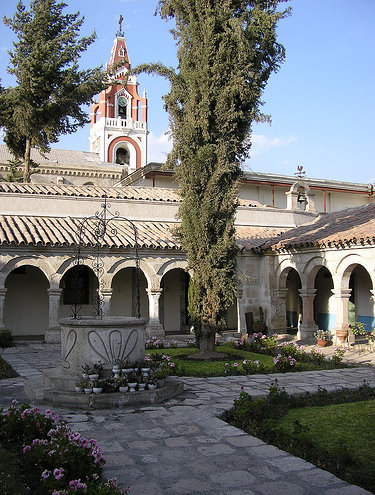
Couvent de la Recoleta
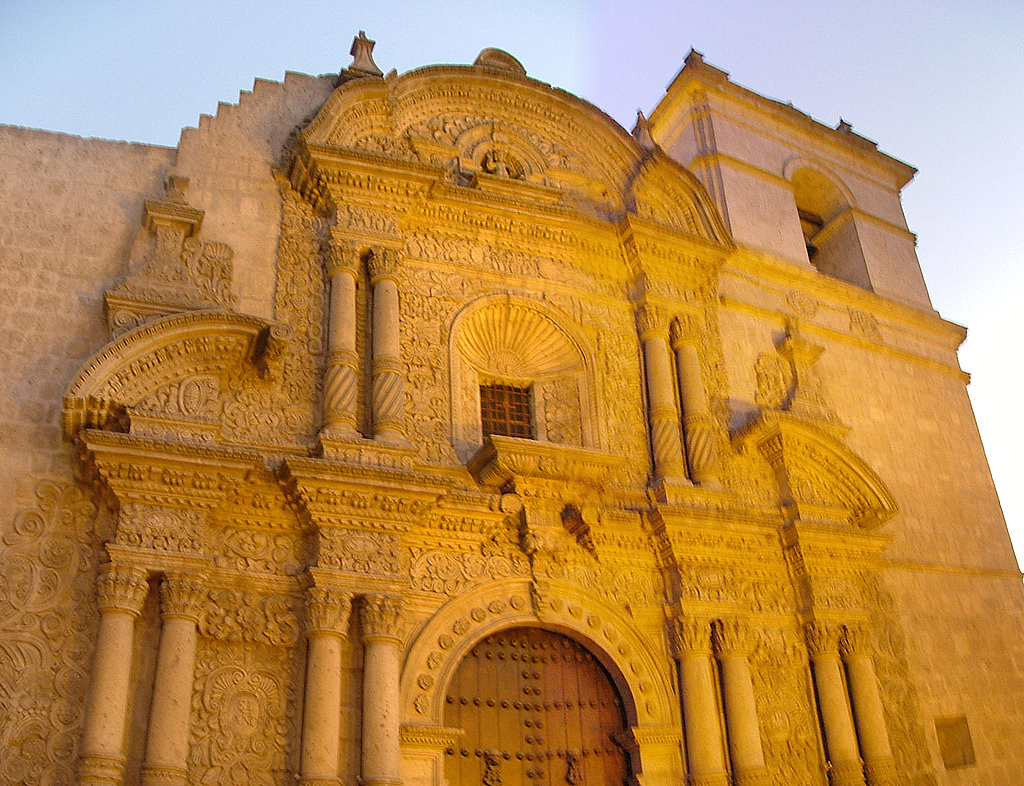
Église des Jésuites « Iglesia de la Compañía de Jesús ».
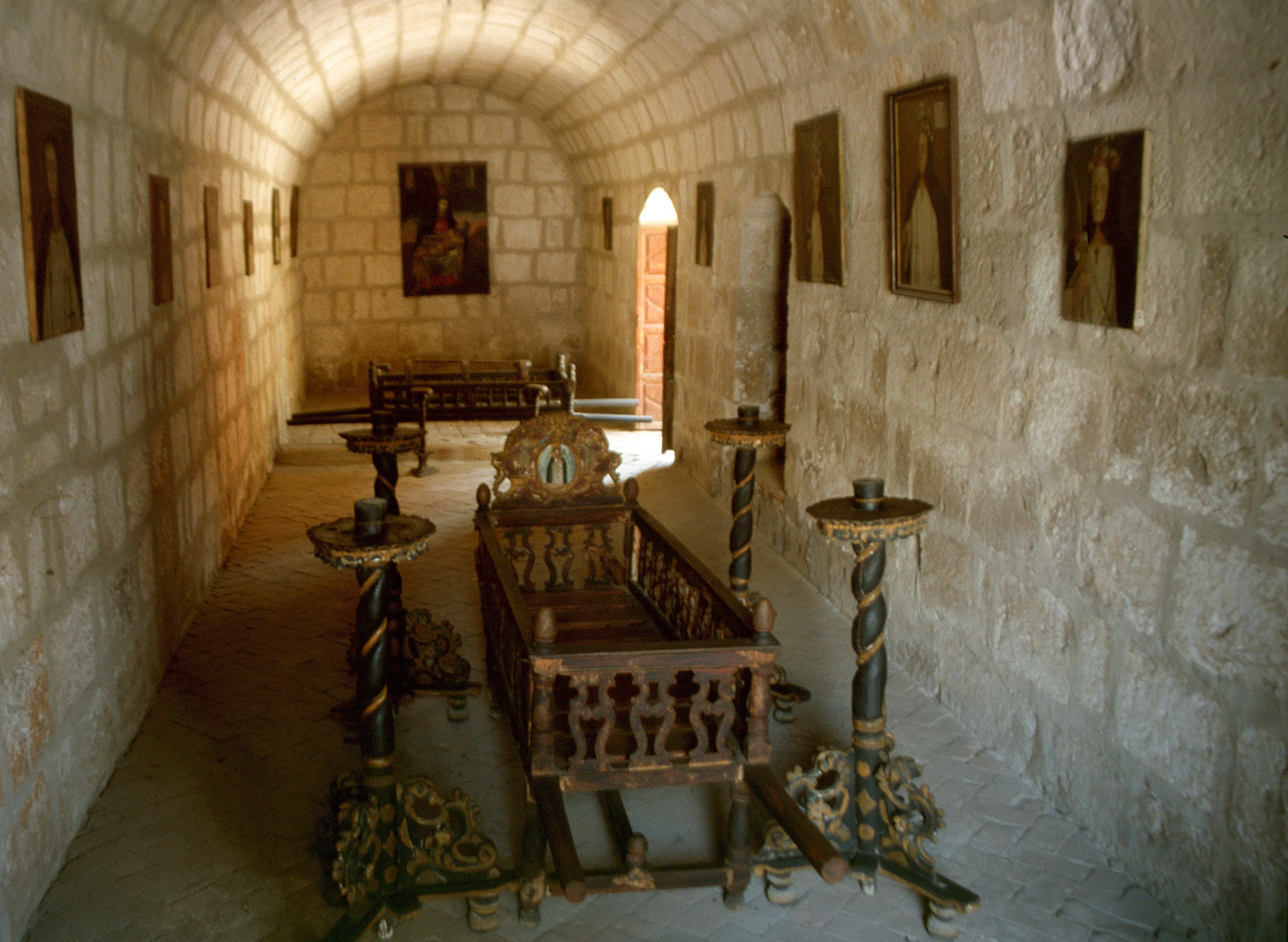
Couvent Santa Catalina.
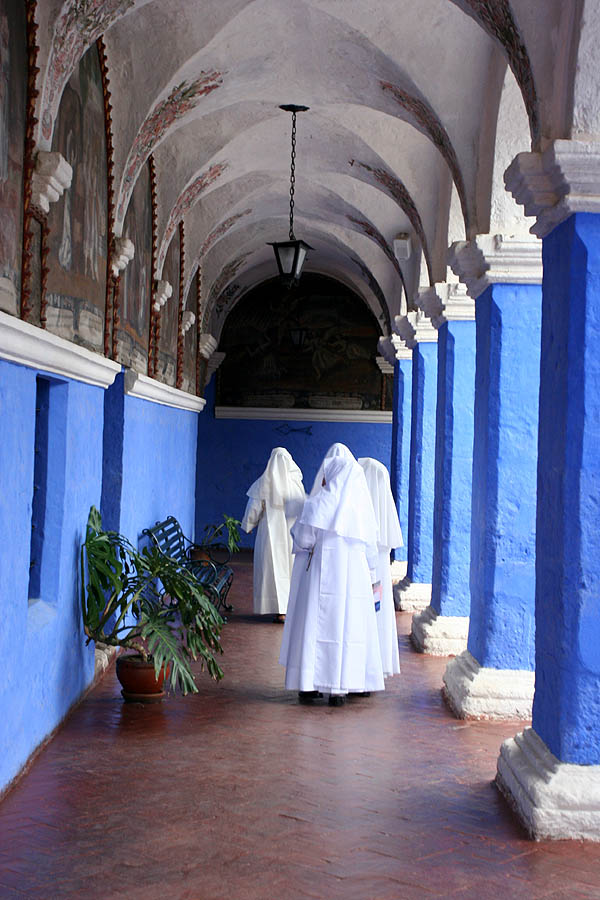
Couvent Santa Catalina.